# 彦島

彦島周辺の空中写真。
2009年4月29日撮影の80枚を合成作成。

彦島（ひこしま）は、山口県下関市の南端にある陸繋島。本州最南西端部にあり関門海峡に周囲を囲まれている。
かつては大瀬戸と小瀬戸の間の島であったが、小瀬戸が一部埋立てられた昭和12年（1937年）以来、人工の陸繋島となっている。本州と九州が関門海峡によって分断されている地形にあって、九州側へ深く入り込んだ本州側の西南端部に当たる。
海に面しているという地形上昔から戦争にまつわる話が多く、仲哀天皇の熊襲征伐にまで遡ることができる。平安時代から鎌倉時代にかけては戦に敗れた落ち武者たちがこの島にやってきて彦島十二苗祖としてこの島の発展に取り組んだ。平家にまつわる伝承は数多くある。下関戦争のときには租借地になりかけたが高杉晋作らの活躍で租借地になることは免れたといわれている。

## 地域区分
現在の行政区画においては、旧・彦島町（彦島村）に相当する、下関市彦島（下関市役所支所設置条例で示された下関市役所彦島支所の所管する区域）をいう。この場合、彦島本島のほか、響灘に浮かぶ六連島、彦島の至近にある竹ノ子島（彦島と道路橋で接続）、舟島（通称：巌流島）の3島を含む。
竹の子島や舟島等を含めた彦島地区の面積は11.62  km2。2020年（令和2年）11月末時点での人口は24500人と、本州・北海道・九州・四国・沖縄本島などを除くと日本有数の人口の多い島で、島内には重工業地帯が広がっている。

## 地名

### 地名の出自
彦島に関連する地名については『日本書紀』の「仲哀紀」に「引島」と書いてあるのが初出である。また、筑前国風土記（逸文）の怡土郡の条には「穴門（あなど）の引島」と書かれてある。この「引島」の名は現在は小瀬戸を介して彦島と反対側にある伊崎地区と陸続きであったときに、急に潮流が流れ込んできて彦島は伊崎に引っ張られているように見えたことから引島と名付けられたと言われている。別の説では単に彦島には高い山がないことから低い島→ヒクシマ→引島になったのではないかという説もある。

## 地理
島
彦島本島と巌流島（舟島）、竹ノ子島の3島の総称として用いられることもあるが、基本的には彦島本島のみをさす。また、大正や昭和ごろの名残として六連島を彦島に含める例もある。
また現在はないが昔は彦島本島、舟島、竹ノ子島以外にも4つの小さな島があり合わせて七島と言われていた。西山の竹ノ子島の方角にあったとされる間横島、西山南部にあった舞子島、その隣にあった城ノ島、福浦湾にあったとされる伝馬島が残りの4島である。
東部埋立地
彦島の江の浦から海士郷にわたる東部埋立地は昭和2年（1927年）に許可が下りた埋立事業により埋め立てが開始された。当初は江の浦地区を第1期地区、本村地区を第2期地区、海士郷地区を第3期地区とする予定であった。しかし既に工場が建設されている関係でその着手は困難であったため第1期地区を人の少ない本村地区にすることにした。その後も困難を乗り越え昭和7年（1932年）には本村地区の埋め立てが完成し、その後は下関市との合併の関係で下関市による着工で終了した。現在も江の浦付近は三菱造船所で栄えている地域である。

## 人口の統計

### 彦島全体の遷移
彦島全体では人口に減少傾向が見られる。データは下関市公表のデータを参考にした。特記事項のない限り12月末のデータにしている。
| 2005年           | 32542 |  |
| 2006年           | 32312 |  |
| 2007年           | 31882 |  |
| 2008年           | 31273 |  |
| 2009年           | 30787 |  |
| 2010年           | 30264 |  |
| 2011年           | 29665 |  |
| 2012年           | 29267 |  |
| 2013年           | 28595 |  |
| 2014年           | 28063 |  |
| 2015年           | 27624 |  |
| 2016年           | 26968 |  |
| 2017年           | 26391 |  |
| 2018年           | 25922 |  |
| 2019年           | 25319 |  |
| 2020年（11月末） | 24500 |  |

人口の統計は全て下関市の住民基本台帳に基づく。ただし、彦島西山町5丁目は非常に人口が少ないため西山4丁目との合算になっているほか、彦島老の山公園、彦島迫町7丁目、彦島塩浜町4丁目は無住地帯となる。なお、順番は郵便番号の順に並べている。
| 町丁           | 読み                       | 郵便番号 | 丁       | 人口         |
| -------------- | -------------------------- | -------- | -------- | ------------ |
| 彦島海士郷町   | ひこしまあまのごうちょう   | 750-0071 | 全域     | 348          |
| 彦島老町       | ひこしまおいまち           | 750-0072 | 一丁目   | 192          |
| 彦島老町       | ひこしまおいまち           | 750-0072 | 二丁目   | 353          |
| 彦島老町       | ひこしまおいまち           | 750-0072 | 三丁目   | 400          |
| 彦島老町       | ひこしまおいまち           | 750-0072 | 全域     | 945          |
| 彦島老の山公園 | ひこしまおいのやまこうえん | 750-0073 | 全域     | 0            |
| 彦島本村町     | ひこしまほんむらちょう     | 750-0074 | 一丁目   | 240          |
| 彦島本村町     | ひこしまほんむらちょう     | 750-0074 | 二丁目   | 98           |
| 彦島本村町     | ひこしまほんむらちょう     | 750-0074 | 三丁目   | 206          |
| 彦島本村町     | ひこしまほんむらちょう     | 750-0074 | 四丁目   | 130          |
| 彦島本村町     | ひこしまほんむらちょう     | 750-0074 | 五丁目   | 556          |
| 彦島本村町     | ひこしまほんむらちょう     | 750-0074 | 六丁目   | 265          |
| 彦島本村町     | ひこしまほんむらちょう     | 750-0074 | 七丁目   | 359          |
| 彦島本村町     | ひこしまほんむらちょう     | 750-0074 | 全域     | 1854         |
| 彦島江の浦町   | ひこしまえのうらちょう     | 750-0075 | 一丁目   | 389          |
| 彦島江の浦町   | ひこしまえのうらちょう     | 750-0075 | 二丁目   | 913          |
| 彦島江の浦町   | ひこしまえのうらちょう     | 750-0075 | 三丁目   | 652          |
| 彦島江の浦町   | ひこしまえのうらちょう     | 750-0075 | 四丁目   | 284          |
| 彦島江の浦町   | ひこしまえのうらちょう     | 750-0075 | 五丁目   | 403          |
| 彦島江の浦町   | ひこしまえのうらちょう     | 750-0075 | 六丁目   | 242          |
| 彦島江の浦町   | ひこしまえのうらちょう     | 750-0075 | 七丁目   | 104          |
| 彦島江の浦町   | ひこしまえのうらちょう     | 750-0075 | 八丁目   | 463          |
| 彦島江の浦町   | ひこしまえのうらちょう     | 750-0075 | 九丁目   | 272          |
| 彦島江の浦町   | ひこしまえのうらちょう     | 750-0075 | 全域     | 3722         |
| 彦島弟子待町   | ひこしまでしまつちょう     | 750-0076 | 一丁目   | 157          |
| 彦島弟子待町   | ひこしまでしまつちょう     | 750-0076 | 二丁目   | 280          |
| 彦島弟子待町   | ひこしまでしまつちょう     | 750-0076 | 三丁目   | 150          |
| 彦島弟子待町   | ひこしまでしまつちょう     | 750-0076 | 全域     | 587          |
| 彦島弟子待東町 | ひこしまでしまつひがしまち | 750-0077 | 全域     | 279          |
| 彦島杉田町     | ひこしますぎたちょう       | 750-0078 | 一丁目   | 659          |
| 彦島杉田町     | ひこしますぎたちょう       | 750-0078 | 二丁目   | 322          |
| 彦島杉田町     | ひこしますぎたちょう       | 750-0078 | 全域     | 981          |
| 彦島角倉町     | ひこしますまくらちょう     | 750-0081 | 一丁目   | 421          |
| 彦島角倉町     | ひこしますまくらちょう     | 750-0081 | 二丁目   | 148          |
| 彦島角倉町     | ひこしますまくらちょう     | 750-0081 | 三丁目   | 1031         |
| 彦島角倉町     | ひこしますまくらちょう     | 750-0081 | 四丁目   | 271          |
| 彦島角倉町     | ひこしますまくらちょう     | 750-0081 | 全域     | 1871         |
| 彦島山中町     | ひこしまやまなかちょう     | 750-0082 | 一丁目   | 510          |
| 彦島山中町     | ひこしまやまなかちょう     | 750-0082 | 二丁目   | 511          |
| 彦島山中町     | ひこしまやまなかちょう     | 750-0082 | 全域     | 1021         |
| 彦島桜ケ丘町   | ひこしまさくらがおかちょう | 750-0083 | 全域     | 296          |
| 彦島向井町     | ひこしまむかいちょう       | 750-0084 | 一丁目   | 811          |
| 彦島向井町     | ひこしまむかいちょう       | 750-0084 | 二丁目   | 705          |
| 彦島向井町     | ひこしまむかいちょう       | 750-0084 | 全域     | 1516         |
| 彦島田の首町   | ひこしまたのくびちょう     | 750-0085 | 一丁目   | 178          |
| 彦島田の首町   | ひこしまたのくびちょう     | 750-0085 | 二丁目   | 814          |
| 彦島田の首町   | ひこしまたのくびちょう     | 750-0085 | 全域     | 992          |
| 彦島塩浜町     | ひこしましおはまちょう     | 750-0086 | 一丁目   | 1005         |
| 彦島塩浜町     | ひこしましおはまちょう     | 750-0086 | 二丁目   | 541          |
| 彦島塩浜町     | ひこしましおはまちょう     | 750-0086 | 三丁目   | 1036         |
| 彦島塩浜町     | ひこしましおはまちょう     | 750-0086 | 四丁目   | 0            |
| 彦島塩浜町     | ひこしましおはまちょう     | 750-0086 | 全域     | 2582         |
| 彦島福浦町     | ひこしまふくうらちょう     | 750-0087 | 一丁目   | 507          |
| 彦島福浦町     | ひこしまふくうらちょう     | 750-0087 | 二丁目   | 984          |
| 彦島福浦町     | ひこしまふくうらちょう     | 750-0087 | 三丁目   | 329          |
| 彦島福浦町     | ひこしまふくうらちょう     | 750-0087 | 全域     | 1980         |
| 彦島緑町       | ひこしまみどりちょう       | 750-0091 | 全域     | 258          |
| 彦島迫町       | ひこしまさこまち           | 750-0092 | 一丁目   | 211          |
| 彦島迫町       | ひこしまさこまち           | 750-0092 | 二丁目   | 288          |
| 彦島迫町       | ひこしまさこまち           | 750-0092 | 三丁目   | 524          |
| 彦島迫町       | ひこしまさこまち           | 750-0092 | 四丁目   | 523          |
| 彦島迫町       | ひこしまさこまち           | 750-0092 | 五丁目   | 315          |
| 彦島迫町       | ひこしまさこまち           | 750-0092 | 六丁目   | 307          |
| 彦島迫町       | ひこしまさこまち           | 750-0092 | 七丁目   | 0            |
| 彦島迫町       | ひこしまさこまち           | 750-0092 | 全域     | 2168         |
| 彦島西山町     | ひこしまにしやまちょう     | 750-0093 | 一丁目   | 180          |
| 彦島西山町     | ひこしまにしやまちょう     | 750-0093 | 二丁目   | 1463         |
| 彦島西山町     | ひこしまにしやまちょう     | 750-0093 | 三丁目   | 1093         |
| 彦島西山町     | ひこしまにしやまちょう     | 750-0093 | 四丁目   | 350 （合算） |
| 彦島西山町     | ひこしまにしやまちょう     | 750-0093 | 五丁目   | 350 （合算） |
| 彦島西山町     | ひこしまにしやまちょう     | 750-0093 | 全域     | 3086         |
| 彦島竹ノ子島町 | ひこしまたけのこじまちょう | 750-0094 | 全域     | 174          |
| 彦島全体       | 彦島全体                   | 彦島全体 | 彦島全体 | 24585        |

## 彦島の各町・字の由来と特色
巌流島
巌流島は江の浦のすぐそばにある島で正式名称は船島（舟島）。船島となった由来は昔門司と下関とが穴戸（関門海峡）付近で陸続きだったときに船が通っていたためと言われている。
巌流島の戦いについては宮本武蔵#巖流島を参照。

### 彦島北西部
竹ノ子島
大昔に鬼が居た鬼ヶ島と人間が住んでいた竹ノ子島がぶつかってできたという伝説がある。そのため竹ノ子島には鬼にまつわる話があり、竹ノ子島北側は鬼ヶ島とも言われる。
現在は台状の島で造船所がある。
西山
地名の由来は河野通久（彦島十二苗祖の節参照）が八幡尊像を刻むために伐採した楠の木の生えてあった場所から西を西山、東を東山と決めていたことにちなむ。その後東山一帯では本村の方が有名になってしまったためしだいに知られなくなった。
現在西山にある地名には六人武者の悪事（伝承節参照）に由来する地名が残っている。バス停にもある波高や渡瀬は六人武者が横行していたときに裸にさせられたことや｢物を渡せ｣と言われたことにちなむ。
荒田
地名の由来は定かではないが日本各地に存在する「荒田」は新田（あらた、しんでん）から来ているためこれが由来であると考えられている。現在の町名には残っていないがバス停の名前として「荒田」、「荒田口」が残っている。
迫
地名の由来は定かではないが日本各地に存在する「迫」や「〇〇ヶ迫」などの地名は狭く行き詰まった谷の地形から来ているためこれが由来であると考えられている。
7丁目は埋立地となっており、下関三井化学の施設が立ち並ぶ。

### 彦島北東部
海士郷
由来は昔から漁業や交易に関する部族が定住していたことから海士郷になったと言われており、『山口県風土誌』には「天ノ川長門国志に海部の郷なり。...この氏の祖、此の国の海人部に定められて此所に住せられし故、地名になりけむと伝えり...」と書かれている。
現在は造船関連の工場がある。
老
由来は不明。海士郷町と同様に造船関連の工場がある。

### 彦島南東部
江の浦
現在は三菱重工業下関造船所があるため、工業が栄えた土地であるが、開発が行われるまでは林の広がる土地であった。明治28年（1895年）には約3万坪 (0.1km2) の土地が埋め立てられた。
杉田と姫の水
地名の由来は伝説に基づく。壇ノ浦の戦いの後彦島で生き延びていた4人の官女らが前とはかけ離れた生活に耐えられず入水したが1人だけ生き延び、その1人ものどの渇きで死んだ。その後、1本の杉が植樹されたため杉田、そしてその近くに置いた女の墓石から湧き水が出たため姫の水と呼ばれるようになった。
杉田は町名になっているが、姫の水はバス停の名前としてのみ残っている。
現在は杉田は住宅地となっている。
弟子待
一説には淳和天皇の頃（8世紀前半頃）に天皇の命令で田が置かれたという記録があるため、勅旨田にちなむものであると考えられているが巌流島の戦いの際に小次郎の弟子たちが弟子待付近で待っていたためこの地名ができたとする説もある。
高度経済成長期ごろから石油タンクの並ぶ町であり、埋立地には海底トンネル用の貯炭場もあったが、現在ではその多くが撤去されている。弟子待付近にはかつて「死の瀬」とも呼ばれた與（与）次兵衛ケ瀬があったがこれについては近世節を参照。
山中・向井
由来は不明。どちらも現在は住宅地である。

### 彦島南西部
福浦
福浦はまだ船が帆船だった時代に栄えた港町で、北陸から大阪へのルートにおいては日本海→玄界灘→瀬戸内海という順が普通であったため、その船が福浦に立ち寄ることで繁盛した町である。下関で初めて大きい工場（大阪硫曹、現在の日産化学の彦島工場）が建てられた場所でもある。
角倉
由来は不明。現在は住宅地となっている。
塩浜
由来は不明。昔から山が多かったが現在は住宅地となっている。
田の首
かつては現在の田の首八幡宮付近が亀の首のように見えたため、亀首といわれて、のちに田の首となったと言われている。田の首にある筋山砲台は第二次長州征討のときに砲台として利用された。
現在は関門海峡に接している方に工場が立ち並び、内部の方が住宅地となっている。

## 歴史

### 先史時代
彦島西山の化石層

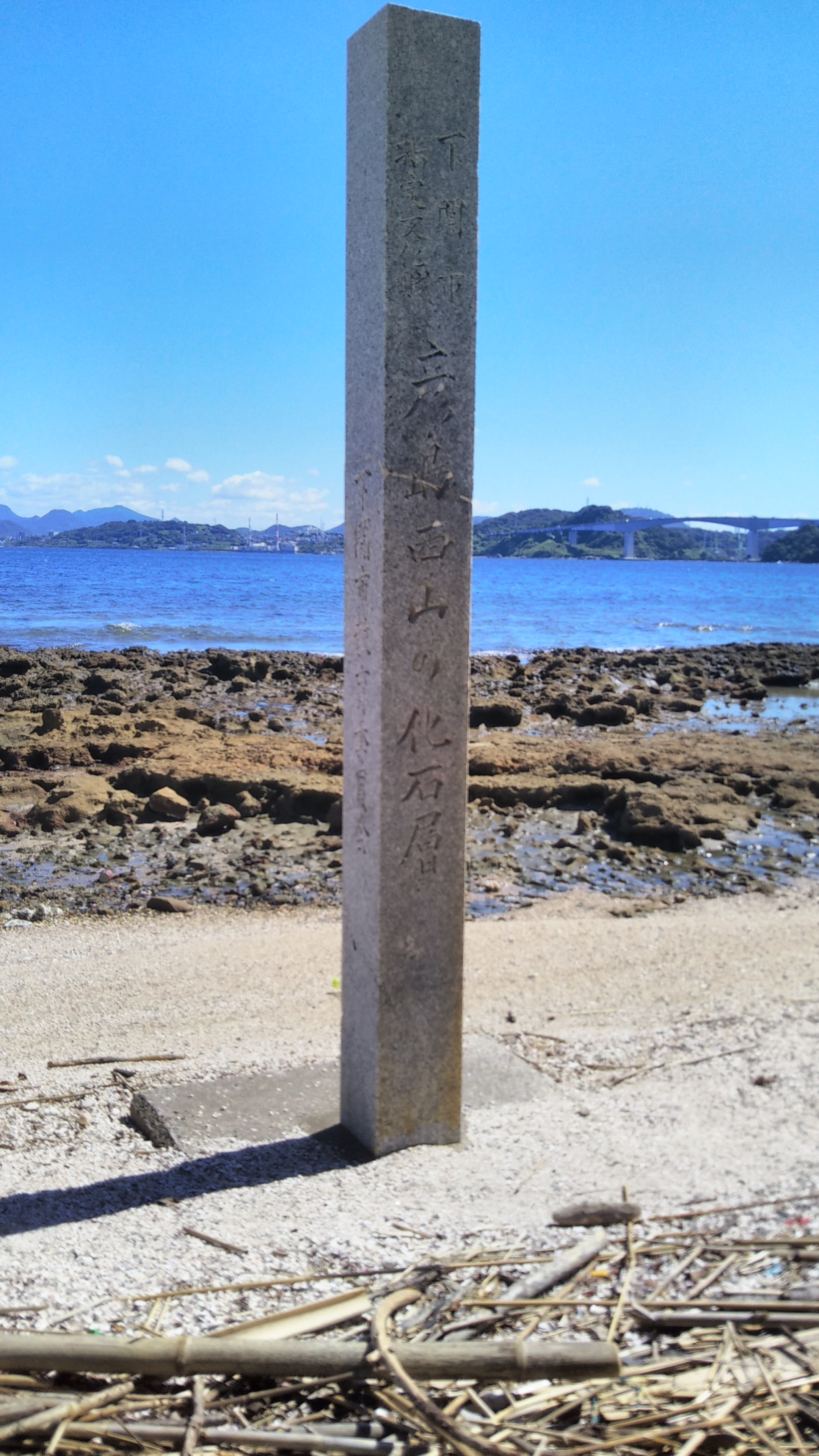
彦島西山町の化石層の文化財指定記念碑。

彦島では、新生代新第三紀中新世（約2500万年前）ごろの化石層が発見されており、西山から竹ノ子島にわたる彦島西山海岸や六連島の一部に分布する（現在、化石の採集は禁止されている）。貝等の化石が多く、二枚貝、巻貝、ウニなどの化石が発見されている。昭和46年（1971年）7月22日、下関市指定文化財（天然記念物）となり、昭和47年（1972年）2月1日には現地に記念碑が建てられた。以下は碑文である。
| 下関市指定文化財 彦島西山の化石層 下関市教育委員会 昭和四十七年二月一日 建之 昭和四十六年七月二十二日 指定 |

ペトログラフ
いつの時代のものなのか、誰が書いたものなのかは不明であるが彦島にはペトログラフが発見されている。彦島杉田遺跡のペトログラフは大正13年（1924年）に発見された。一説にはシュメール文字ではないか、という見解もある。医師で日本列島史に詳しい大西韶治は日本にもとから在住していた巳族と渡来系のコウ族に関係があるものだと提唱している。なお、これが発見された当初はドルメン（支石墓）のようなものであると考えられていた。また、このペトログラフについては甕に関する怪奇現象が昭和62年（1987年）に起こっているが、これについては#伝承の節を参照。
宮の原遺跡
現在の彦島八幡宮の境内を中心として広がっている宮の原遺跡は昭和33年（1958年）に発見された遺跡で縄文時代の後期に地球温暖化により堆積した砂丘から石器や土器が出土している。発見された土器は里木II式土器や福田C式土器といわれるもので、どれも瀬戸内や北九州などで広く使われていたものである。
熊襲征伐と仲哀天皇
彦島では熊襲征伐の際に仲哀天皇が上陸したという伝説が残っている。この伝説を書き記した石碑は現在の彦島八幡宮の境内に残っている。碑文は以下の通り。ただし榶の字（斜体にした）は旁の一画目が一個ではなく二個、七角目の縦棒は下が突き出さない異体字である。
| 東宮御成婚記念 仲哀天皇駐蹕遺跡之碑 正四位男爵 國司正行恭書 彦島者古稱引島地勢當関門海峡之衝仲哀天皇熊襲征伐之時維御舩千此島筑紫伊覩縣主祖五十迹手参迎有所獻爾来一千七百二十五年千茲矣而今也天下奉平商工殷盛彦島之地萬家連榶千帆蔽波復非往昔蘆洲荻浦之觀本年一月有東宮御成婚之盛事町民等誠喜抃舞欣躍俯仰古今不堪無量之感仍胥謀建碑以傅仲哀天皇駐蹕之遺蹟兼為東宮御成婚之記念属予作銘曰 西海有警 翠華親臨 東宮有慶 島民仰扻 以何誌喜 情切感深 豊碑如鏡 明照古今 大正十三年九月 山口縣立教育博物館長作間久吉撰并書 原 只介彫 |

また、仲哀天皇は彦島を訪れたときに持っていた弓を松の木（現在はない）に立てたためそのことちなみ霊松弓立松の碑が建てられている。

### 古代
律令国家
律令国家になると中央集権の側面が強くなるため各地では特産品を中央に貢ぐ必要がある。そして彦島においては海に面していた土地であったため魚を貢いでいたことが分かっている。彦島の魚に関して平安時代の歌人、源俊頼は以下のように詠んだ。
この和歌の詞書（前書き）には"鯛"の文字があり、古くから彦島で鯛の漁が行われていたことが分かっている。
また、830年頃には彦島は勅旨島となり、弟子待には勅旨田が置かれたという記録が残っている。

### 中世
彦島十二苗祖
保元の乱に敗れた河野通次や、治承・寿永の乱（源平合戦）に敗れた平家（伊勢平氏）の残党（落武者達）は彦島に移住し、彦島開拓の礎を築いた。彼らは、河野通次を筆頭に「彦島十二苗祖」と呼ばれる。河野通次と5人の執権らが保元2年（1157年）に来島してから、文治2年（1186年）に平家の執権の末孫、植田治部之助、岡野将藍、百合野民部が、建保2年（1214年）に下総国大倉の領主、和田義信が、建保3年（1215年）に平家の執権、登根金吾と冨田刑部之助らが来島した。
最初はいつか再興を、と思っていた十二氏だが一遍の従者、西楽法師に再興はあきらめるように説得され、彦島に永住し開拓することにした。

### 近世
秀吉と与次兵衛
文禄元年（1592年）、豊臣秀吉の朝鮮出兵ごろ、下関と北九州間の関門海峡を通る際に事件が起こった。豊臣秀吉らを乗せた船が誤って、座礁すると生還できないと言われていた死の瀬に飲み込まれてしまったのである。秀吉と船の船頭、明石與（与）次兵衛は毛利秀元らの助けにより双方とも一命を取り留め、彼らを救出した秀元には羽柴の名字が与えられた。しかし、與次兵衛は北条家の執権で恨みを果たそうとしているのではないかと従者に具申されたため秀吉はこれを信じ、與次兵衛は首をはねられて殺害された。事件後、この瀬は與次兵衛ヵ瀬と言われるようになった。
この「死の瀬」は現在は航路整備の一環として取り除かれた状態である。寛文10年（1670年）に建てられた石塔は岩礁を取り除く際に移動され、現在は北九州市の和布刈公園にある。
巌流島の戦い

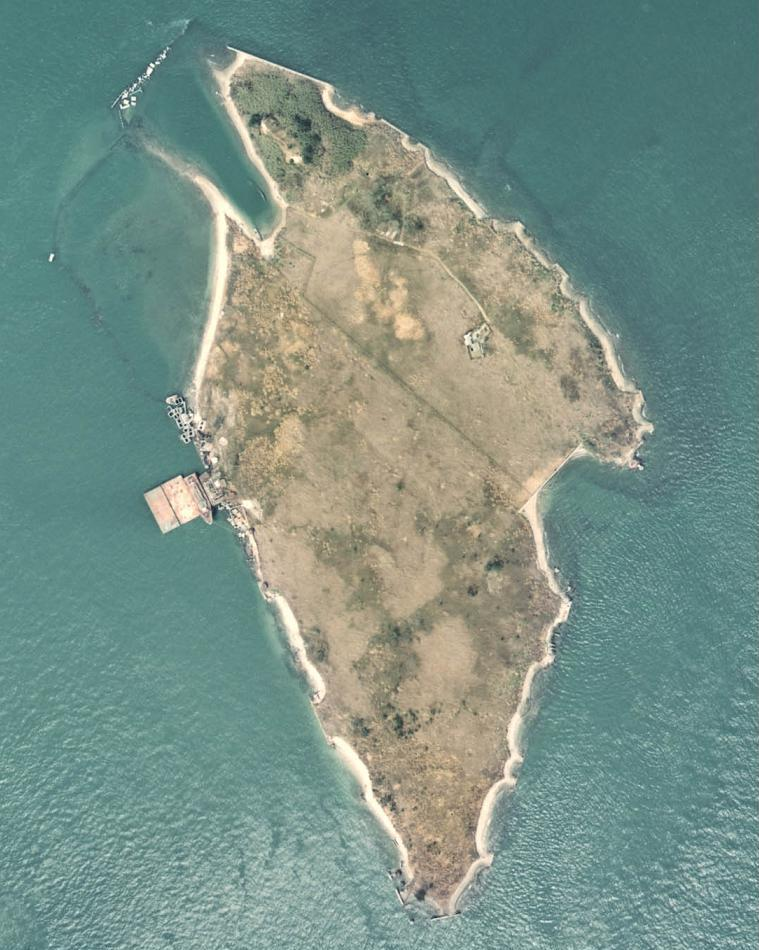
巌流島／1974年（昭和49年）撮影の空中写真。

巌流島の戦いは慶長17年（1612年）4月13日に行われた剣豪2人の決闘で、宮本武蔵が29歳、佐々木小次郎が18歳のときに行われたものである。巌流島の戦いの当日、小次郎は武蔵を何時間も待っていたが一向に来ず、小倉城付近では武蔵が小次郎に怖気づいて逃げたという噂が立っていた。これに長岡興長が気づき、武蔵に島へ行って小次郎と決闘するように催促した。決闘の際は小次郎が武蔵の眉間を切りつけた瞬間、武蔵も小次郎の鉢巻を切り、最終的にはその剣が脳にまで刺さり、小次郎が負け死んでしまった。
彦島の領地交換
彦島は江戸前期には小倉藩の領地であり、彦島の向かい側にある門司地区が長府藩の領土であった。しかし、これでは長府藩にとっても小倉藩にとっても不便であったため元和6年（1620年）に長府藩主毛利秀元と小倉藩主小笠原忠政の話し合いのもと、彦島と門司の領土が交換された。
下関戦争と長州征討
下関戦争の際、彦島では異国を迎え撃つために砲台を設置した。彦島には田の首砲台、相図場砲台、山床砲台、弟子待砲台の計4つの砲台が設置され、嘉永2年（1849年）には吉田松陰も彦島の砲台を巡視しにきた。
しかし、下関戦争では武器をそろえた外国の軍艦に勝てるはずもなく惨敗し、彦島及び下関は一時的に占領下にあった。さらに幕府による長州征伐が追い打ちをかけ、これに危機感を持った長州藩は第一に外国との講和を行うべきと考え、高杉晋作を講和大使として派遣した。この際の講和条件には彦島を租借地とすることも含まれていた。高杉晋作はこれを突っぱね、彦島は助かったとされる（宍戸桂馬という偽名を使ってイギリスのキューパーと交渉）。実際には藩主から「租借もやむなし」と言われていたが、これを託かった通訳の伊藤博文が高杉に伝えなかったためという説（後の伊藤自身による回顧）や、そもそもイギリス側からそのような話は出なかったという説（イギリス側の会議議事録）もあり、判然としない。この話の初出が伊藤の後年の回想録であるため、古川薫はこの話が真実かどうかは不明であるとしている。
外国との交渉が終わると次に直面するのは幕府らの長州征討（小倉戦争）である。慶応2年（1866年）6月29日、幕府軍は小倉に富士山丸を停めた。高杉晋作はこれを「小舟」と称し、浜崎林槌と梅本幹志、平賀銀槌と大庭伝九郎、磯部新三と大隅伊兵衛を2人で1隻、計3隻の砲台を積んだ船で行かせた。この船は砲台を積んでいるため船台場といわれた。
ふつうは軍艦にただの船が勝てることはないが六人は若松（北九州）まで石炭を運んでいる、と嘘をつき相手の油断している隙をついて攻撃した。すると田の首や弟子待の方からも砲撃の援助があったため軍艦はそそくさと逃げていった。この援助があったために長州藩も大里（北九州）へ攻め入ることができた。

### 近代
村制から町制
江戸時代では彦島は長門国豊浦郡の一部として成立していた。明治12年（1879年）には赤間関区の一部となりショウヤマという場所に戸長役場が置かれた。この役場は明治43年（1910年）、本村に移設した。明治22年（1889年）からは村制がとられ、彦島と六連島の2つの大字からなる彦島村が誕生した。大正10年（1921年）には町制がとられ、豊浦郡彦島町として名称が変更された。名称は変更されたが大字は彦島と六連島の2つのままで、役場も位置は変わらず村役場が町役場になっただけであった。
コレラ流行と巌流島
明治14年（1881年）頃、下関市ではコレラが蔓延し、500人もの死者が出た。住民たちは何とかコレラの患者を遠ざけようとし、無人島であった巌流島にコレラの病院が建てられ患者は巌流島に送られた。また、明治19年（1886年）にもコレラは再度大流行した。
明治24年（1891年）3度目のコレラ流行の際に、医師会の方で無人島にコレラ患者を隔離するのは倫理的ではないという声が多かったため高尾（現在の春日町や丸山町付近）に仮の病院を作ることで無人島への隔離はやめることとなった。
日清戦争と後藤新平
近代初の対外戦争となった日清戦争では、戦地から帰還した兵士の検疫が課題となった。ここ彦島では、似島、桜島と共に、当時臨時陸軍検疫部事務官長だった後藤新平が管轄した検疫所となった。
彦島水雷衛所
彦島には日露戦争の勃発により、ロシアのバルチック艦隊が関門海峡に侵攻して来た際の備えとして、航路に設置した有線水雷を発火させるための施設が設置された。現在は史跡「彦島水雷衛所跡」となっている。1905年（明治38年）の日本海海戦で日本艦隊がバルチック艦隊を撃破したため、彦島水雷衛所は一度も使われずに役目を終えた。1991年（平成3年）の台風19号で大破し、その後、復元されたが、さらに時が経過して今では半壊状態になっており、防波堤と火薬庫であった煉瓦積みのトンネルだけが残っている。
彦島と下関市の合併
彦島の合併は元彦島町出身の山口県議会議長、富田恒祐によって提案された。この提案には下関側からすると工場・事業所などが多く進出した彦島は将来、発展の見込みがあるので下関側に入れたいという思い、彦島側からは人の過度な増加による飲料水の欠乏を解決したいという思いから合併への賛成意見は多かった。しかし、昭和3年（1928年）、富田恒祐が死亡してから合併の声は小さくなっていった。
しかし、昭和6年（1931年）12月11日に下関市長、松井信助が彦島町長、中田義介に合併についての希望文書を出したことで話が進行し、昭和7年（1932年）12月14日の彦島町議会では下関市との合併が満場一致で賛成となった。そして昭和8年（1933年）3月20日に下関市と彦島町は合併した。
牛の検疫
明治37年（1904年）、下関で輸入される牛に牛疫があるかどうか検疫する場所として下関牛疫検疫所福浦海岸派出所が設置された。最初はそこまで広くもない検疫所であったが徐々に拡張されていき1回に2800頭も収容できる検疫所にまで発展した。その1年あたりの検疫数は6万頭にも及んだ。大正9年（1920年）に牛疫を摘発し、国内への蔓延を防いだという実績もある。
ここに運ばれていたのは朝鮮牛であり国内の90%の牛の検疫を占める大規模な検疫所であったが、戦後は朝鮮牛の輸入が次第に減っていき昭和40年（1965年）1月26日に廃止された。かつては畜魂碑が立っていたが現在は彦島にはない。
化学的進歩
彦島西山町では現在も下関三井化学などで化学工業が盛んである。西山における化学製品の生産は大正5年（1916年）に鈴木商店がこの地に亜鉛精錬工場を設立したときまで遡ることができる。
大正11年（1922年）にはクロード式窒素工場が設立され、第一次世界大戦の影響で輸入することができなかった硫酸アンモニウムの生産に成功した。さらに大正13年（1924年）には日本でも比較的早いアンモニアの合成も始まり1000気圧という高圧のもと作動が開始された。
その後、経営が鈴木商店から三井鉱山へ移ると三井鉱山はメタノールの特許権を買い取り昭和7年（1931年）に日本初の合成メタノール工場、合成工業株式会社を設立した。
昭和10年（1935年）クロード式窒素工場が合成工業株式会社と合併。昭和13年（1938年）には福岡県大牟田市で三池炭鉱を中心に操業していた東洋高圧と合併した。
昭和33年（1958年）頃になると経営不振により閉鎖も考えられたが昭和35年（1960年）にはアンモニア・メタノールなどの製造をやめ、リン酸製造に転換して再度復興した。リン酸製造では肥料用のリン酸アンモニウムや当時はまだ多く使用されていたりん系の合成洗剤などの生産が同時に行われた。リン酸以外にも昭和38年（1963年）からは石膏ボードの生産が始まり、これは後の西部建材運輸株式会社（現長府扇町）に引き継がれることとなった。これらの工場群により彦島はますます栄えていった。
第二次世界大戦による被害
第二次世界大戦の影響は日本全体に影響を及ぼしたため当然彦島でも戦死者は続出した。日中戦争（支那事変）から太平洋戦争までの戦没者の人数はのべ442名（六連島を除くと422名）に達し、下関市彦島遺族会は追悼を目的として戦歿慰霊塔を建てた。なお、以下に碑文を記すが文章部分は著作権的に記述を避け、事実部分のみを抜き出し、442名全員を挙げることはできないため名前部分を省略し地域別に人数のみを書いた。省略部分には分かりやすいように...を入れた。
| 戦歿慰霊塔 ... 昭和四十二年十月 下関市彦島遺族會 戦歿者芳名 海士郷...十八人 老町...二五人 本村町...七〇人 江の浦町...一二〇人 弟子待町...三八人 田ノ首町...二八人 福浦町...三〇人 迫町...四六人 西山町...三八人 竹ノ子島町...九人 六連島町...二〇人 彦島八幡宮宮司 柴田八十二 彦島遺族會歴代会長 初代和田峯次郎 二代口石重雄 三代植田稔 建設員...十五人 施工 伊藤荒雄 |

昭和時代の町丁変遷
彦島においては昭和35年（1960年）までは町丁が大字彦島しかなかったが、昭和35年（1960年）に福浦土地区画整理と同時に新たに町丁が設置された。このとき設置されたのは彦島安舎町、彦島硴崎町、彦島塩谷町、彦島杉田町、彦島角倉町、彦島中浜町、彦島堀越町、彦島芳無田町である。このうち、昭和52年（1977年）に彦島杉田町と彦島角倉町以外はすべて現在の彦島福浦町、彦島角倉町、彦島江の浦町の一部となった。昭和52年（1977年）には同時に彦島本島の大字彦島は全て現在の弟子待東町に該当する地域を除いて現在の町丁となり、大字彦島は巌流島のみとなった。弟子待東町は唯一昭和60年（1985年）に誕生した。
忖度発言と下関北九州道路
中国地方と九州地方を結ぶ道路には関門橋と関門トンネルの2つがあるがいずれも老朽化や渋滞が危惧され、平成12年（2000年）には下関市彦島迫町と北九州市小倉北区を結ぶ2 - 2.5km程度の下関北九州道路の設立が地方建設局で提案された。この案については2008年、財政の問題で一時停止となった。
2019年、国土交通省元副大臣の塚田一郎は自分が忖度したと発言し、野党からも与党からも批判が高まった。もともと下関北九州道路は共産党以外が賛成する大規模な道路であったため下関市長前田晋太郎は憤怒の念を表した。

## 伝承
七えびす
平家ゆかりの話として、平家の祈願所の建設にあたって安芸国の厳島（宮島）と並んで最終候補地になったことがある。しかし「七里七浦七曲り」の条件のうち、わずかに長さ（里）が足りず、厳島神社が選ばれたと伝えられる。
村人たちはこれに悔しんだため対抗して「七えびす」を作ったと言われる。七えびすは地理の節で挙げた七島、七浦の他、以下のようなものがあった。なお、彦島では開拓により昔とは地形が異なる場所が多いため現在はないものもある。
- 七崎

浦部崎（海士郷）、鉾崎（本村元林兼造船第二工場付近）、鎌崎（江の浦桟橋通）、鋤崎（元塩谷町）、硴崎（元硴崎町）、佐々崎（荒田）、長崎（彦島変電所付近）
- 七鬼

鬼ケ島（竹ノ子島北部）、鬼穴（テトリカンス）、鬼先（旧舞子島付近）、鬼山（西山南西側の岸付近の丸山）、鬼番屋（鬼山の眼鏡岩）、鬼ノ瀬（獅子ケ口付近の瀬）、鬼岩（タコ岩）
- 七海賊

海賊島（伝馬島）、海賊谷（塩浜）、海賊泊（塩浜）、海賊屋敷（福浦金刀比羅宮裏）、海賊板（田の首俎瀬）、海賊堤（田の首）
- 七堤

里堤（迫）、小迫堤（迫）、名合浦堤（本村）、藤ケ迫堤（老の山）、鎌崎堤（江の浦五丁）、杉田（三菱造船付近）、塩谷堤（元塩谷町）
- 七瀬

栄螺瀬（西山北西）、獅子ケ口瀬（西山南西）、俵瀬（江の浦巌流島間）、沖ノ州瀬（現大和町）、中州の瀬（巌流島沖）、死の瀬與次兵衛ケ瀬）、仏の瀬（きぬかけ岩付近）
六人武者の悪事
壇ノ浦の戦いで平家が滅びたとき伊崎の小門（彦島大橋の本州側）では平家の再興を祈る中島四郎太夫正則（四郎太夫）が住んでいた。しかし時間が経つにつれて平家再興の夢は消えてしまい、息子と家来4人を連れて六人武者という海賊になっていた。彼らは彦島だけでなく九州まで勢力を伸ばそうとしたので九州側は150人を派遣した。150対6では勝てないと思い四郎太夫とその息子は逃げたが残りの4人は150人に抵抗して戦った。しかし圧倒的な数的不利の状況で勝てるはずもなく、4人とも死んでしまった。敵であっても逃げない勇気ある姿勢から彦島には六人武者に関する地名がある。
小戸にある岩の伝説
きぬかけ岩などを含む岩場は小瀬戸に面した彦島老町や彦島海士郷町付近にある。なお、きぬかけ岩というのは現在観音が設置されている付近の岩を指すだけできぬかけ岩以外にも5つの大岩がある（「仏岩」というのもかつてはあったが取り除かれた）。現存する6つの大岩は東から順に身投げ石、身投げ岩、きぬかけ石、きぬかけ岩、菩薩石、地蔵石という名がついている。以下に身投げ石、身投げ岩、きぬかけ石、きぬかけ岩の伝説を順に説明する。
身投げ石
壇ノ浦の戦いの後、敗れた平家方の一武将とその妻がこの地で追っ手に追い詰められ、二人は最早これまでと海に身を投げたものの、妻だけは漁師に助けられて息を吹き返した。それからというもの、夫を亡くした女は魂が抜けたようになって辺りを彷徨い歩くようになったが、雨風の酷いある日、小瀬戸の岩場に立つと纏っていた衣を脱ぎ、合掌して荒れ狂う海に身を投じた。女はそのまま海中に消えてしまったが、不思議なことに衣は激しい風に吹き飛ばされることもなくいつまでも岩に掛かっていたという。それ以来、この岩は「身投げ石」と呼ばれるようになった。

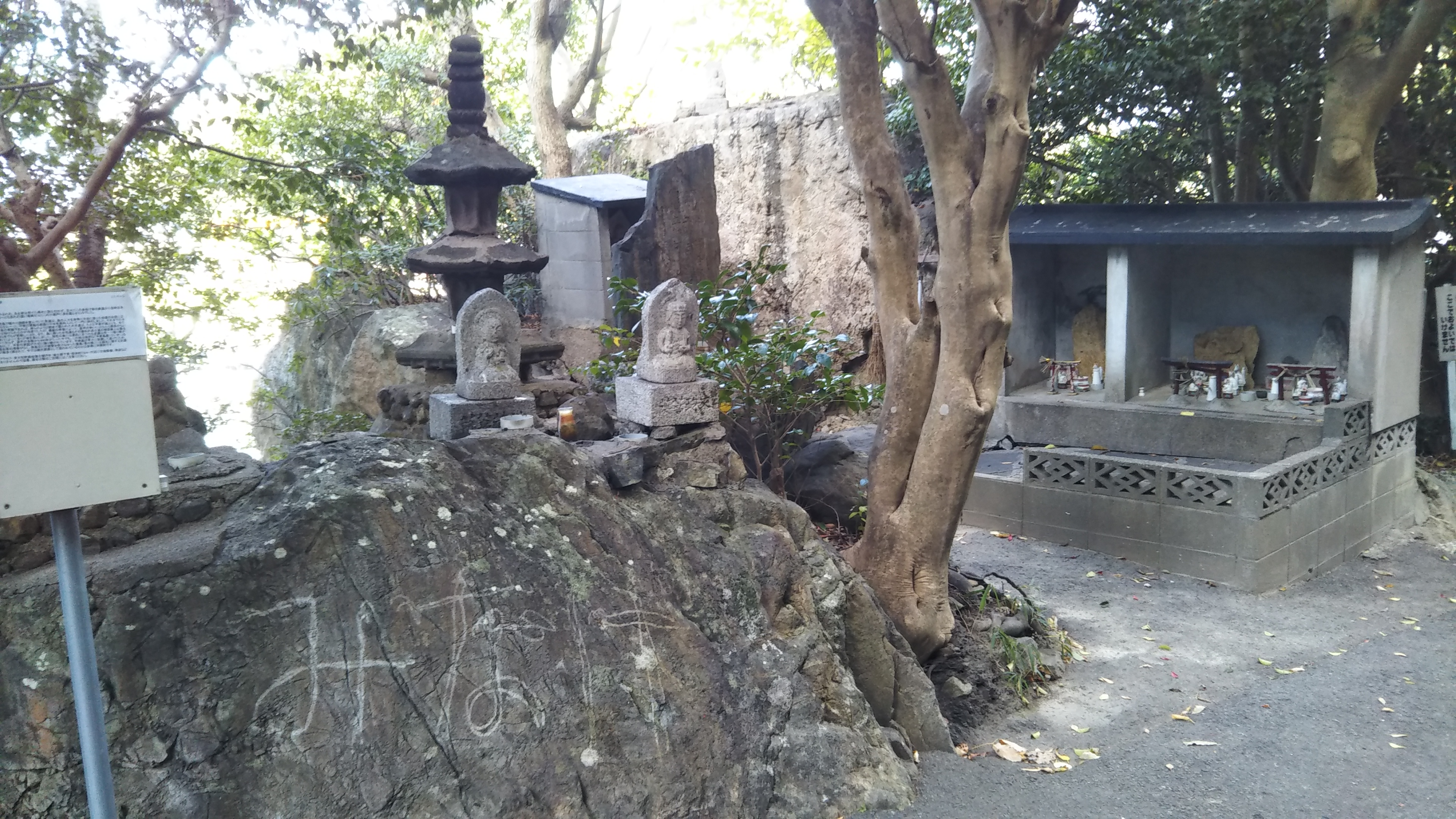
身投げ岩
大阪にいた「お米」という女の恋人が逃げてしまったため、お米は恋人を探しに来て彦島までたどり着いた。しかし会えないことに悲しんで身を投げ、のちにそれを知った恋人も同じ岩から身を投げた。以後、この岩は身投げ岩と呼ばれるようになった。
きぬかけ石
壇ノ浦の戦いでは平氏の多くは海に沈み死んでいったがあるとき平氏の武将の妻が彦島に漂流し生き延びた。しかし夫が死んでしまったことを知ると何日か後、嵐の吹く日に着ていた衣を脱いで自分から身を投げた。このとき嵐は何日か続いたがそれでも衣は残っていたのできぬかけ石と言われている。
きぬかけ岩
伊予の国が戦で負け、姫が夫を探すために各地を歩いて彦島にやってきた。彦島に住んでいた河野権之進は知らない湧き水を見つけ、そこにはその姫がいた。姫の話を聞いた権之進は家へ連れて帰ったが翌朝起きてみると姫はいなかった。そして何日か経ったあと岩場付近に住んでいる人々が小戸にある岩に衣がかかっているのを見て姫が身を投げたことが分かった。その後湧き水は姫の水、岩はきぬかけ岩と呼ばれるようになった。
きぬかけ岩には観音像が立っており、設立当時は下関要塞であった彦島には司令部の許可が必要であったため像設立許可の碑がある。碑文は以下の通り。
下関要塞司令部地帯
第二六五號
像設立許可、
昭和十四年十二月八日
西山のタコ
西山と竹ノ子島の間付近には獅子ヶ口という岩がありこの地域ではタコの伝承が残っている。この話ではお夏という人が海岸にいた大ダコの足を切るとおいしかったのでまた別の日に切ろうとするとタコに海へ引きずり込まれた、という話である。紹介する文献や語る人によってお夏は男か女か、2本目でタコに引きずり込まれたのか8本目（=最後の1本）でタコに引きずり込まれたのかなどは異なる。
テトリカ（ガ）ンス
テトリカンス（手取り鑵子）は西山付近にある洞窟で、風化によって穴の中にはいろんな形のものがあると言われている。テトリカンスはテトリガンスと言われることもあるがそれぞれ違う謂れがあり、テトリガンスのガンスとは巌洲から来ている。テトリカンスとテトリガンスの謂れは以下の通りである。
- テトリカンス

あるとき小倉の漁師が彦島西山まで来た時、テトリカンスにあった茶釜のような造形をしたものを持って帰って家宝にしようとしたが、突然嵐が降り漁師は腹痛を起こした。これに怯えた漁師が茶釜を捨てると嵐はやみ、腹痛も治まっていた。テトリカンスのカンスとは茶釜のことである。
- テトリガンス

二人の商人がこの洞窟にやってきたところ、財宝のある壺を見つけたので山分けすることにした。しかし一人は頭痛だけど船の荷物があるからといってもう一人の方に唐戸まで行かせた。しかしもう一人の方は財宝を独り占めしようとしているのでは、と勘づいて急遽戻った。戻ると頭痛と偽った商人が壺の前で倒れて死んでおり壺には瓦などしかなかった。もう一つ壺があったため恐る恐る見たがこの中身も瓦などしかなく発狂して入水した。先に死んだ方は独り占めしようとしたこと、入水した方は仲間を信じられなかったことが仇となったという話である。
辰岩
辰岩は彦島老町にある大きな岩で森の中にある。平家の落ち武者がこの森に住んでいたが辰の年の3月24日に死んでしまった。それ以後、この森では龍が毎月24日に出てくるようになり、お坊さんが3日中お経を唱えたため龍が出ることはなくなった。しかしその後誰がどこから運んできたのか分からない大きな岩が現れ、辰岩と呼ばれるようになった。
この後、平家の財宝が岩の下にあるという噂が流布され3人の男がそれを掘ろうとしたが全員発狂して死んだ。特に与八という小倉の商人は人を集めて掘ったため与八の発狂して死に至る様子を見た村人たちは恐れ、誰も近づかなくなった。
漁師の子供と鯨の子
田の首にいた漁師には生まれつき虚弱な体質の男の子がいた。ある夜、枕元に鯨が現れ「関門海峡を通るから息子は見逃してくれ」と言って消えていった。漁師はこのことを広めて仲間の漁師たちと鯨をとりにいった。そして昼を少し過ぎたぐらいに鯨の親子が来た。漁師たちは銛を投げて捕らえようとしたがたまたま子鯨に当たってしまい、それに怒った父鯨は海を荒らして漁師たちは陸へ泳いだ。漁師が家へ帰ると子供は死んでいた。
舟島怪談
舟島、もとい巌流島には舟島怪談という巌流島に関する怪談が残っている。その怪談はほとんどが小次郎を思わせるような怪談である。以下に例を挙げる。
- 足音と墓石

舟島に人が住んでいたある年、盆ごろの夜になると巌流島では足音が聞こえるようになった。しかし足音は聞こえるが誰もいなかった。これに怯えた人々はいつの間にか巌流島を去り、最終的には一夫婦だけしか島には住んでいなかった。その翌年も盆になると足音が聞こえ何日も続いたので妻の方は発狂して死んだ。その後夫の方も後を追って入水した。数年後夫婦の家の下からは墓石が見つかった。
- 呼ぶ声

あるとき舟島で漁師が釣りをしていると声が聞こえ、そこには額の割れた若い人の死体があった。漁師は死体を船に乗せて帰ろうと思ったがいざ本島に帰って降ろそうとすると血だけが残って死体は消えた。落としたかもしれないと思った漁師は仲間と探したが見つからず、さらに血までもが消えていた。このような事が春の訪れと同時に起こるようになり、舟島には人が近づかなくなった。
- 海坊主

彦島大橋から流れ、閘門を経由し、関彦橋で関門海峡出る海峡は小瀬戸と呼ばれる。昔は流れが速く、漁師たちは流れの速い時と遅い時とを見極めて船に乗っていた。あるとき一人の漁師が大きな岩を見つけたが、それは岩ではなく海坊主であった。海坊主の頭には銛が刺さっており漁師はそれを抜いた。漁師は海坊主が流れを遅くしていることを海坊主から聞き、何日かは船を出さないように頼まれた。しかしそんなことを信じる人はいなかった。信じずに船を出した者は死に、海坊主を恐れて海坊主を助けた漁師以外はいなくなった。なお、海坊主と聞くとふつうは船を壊したりひっくり返したりと恐れられる存在として扱われることが多いが、彦島小瀬戸の海坊主は漁師を助けるまれな例である。
金の"ツル"
現在、彦島最南部の田の首には金ヶ弦（金ノ弦）という地名が残っているがこれには2つの由来がある。
ひとつはツルを鶴に当てるとする説である。かつてここには冬の時期になるとやってくる鶴の内一匹だけ金色に輝いている鶴がいたが、羽が折れていた。村人たちは治してあげようとするも他の鶴が邪魔をするのでできなかったうえ、鶴達は邪魔するのに必死でエサを捕ることができず死んでいった。これは駄目だと思った村人たちは近寄らないようにしたが、あるひとりの村人は鶴の寝ている隙をついて金の鶴を捕まえ仲間と一緒に手当した。その後鶴達は飛んで行ったが船から「よそ者」に弓で撃たれて死んだ。この伝承から金ヶ弦と言われるようになったとする説が1つ目である。
2つ目の説はツルを蔓に当てるとする説である。この地に生えていた金の蔓は魅力的で誰も取らずにいたがマドロス（船乗り）らがこれを引き抜くと大風が吹いて激流に呑まれた。金の蔓が戻ることはなかったが地名だけは残ったとするのが2つ目の説である。
惣 （実在不明の人物）
後に鉄道の節で述べるが昭和11年（1936年）に関門トンネルの工事が開始された。地方の人々はこれに喜んでいたが「惣」という男だけはトンネルでは小次郎や死の瀬（與次兵衛ヶ瀬）で死んだ怨霊が工事を邪魔するといって橋を作る方に支持し、トンネルにはひどく反対していた。
トンネルの完成当日、惣は中国の戦場へ派遣されていた。しかしトンネルの完成記念の際に惣の目撃情報があった。さらに別の日、タクシーの運転手が下関駅から関門トンネル入口まで乗客を乗せていると後ろから「トンネルのほうがいい」という声が聞こえてきて、トンネルにつくと後ろから音が聞こえなかったので後ろを振り返ったが誰も居なかったという奇妙な事も起こった。惣の正体は不明のままである。
彦島杉田のペトログラフと甕
彦島杉田のペトログラフでは昭和62年（1987年）10月12日からペトログラフの石付近を撮影すると周りに甕のようなものが移るという現象が起こった。10月12日のときは金色の甕が移り、その場で撮影した者の写真にはみんな写っていたが地域の理科教師たちはこれを否定していた。偶然という可能性もあり彼らを納得させるために同年12月3日には再度撮影が行われ、この時は白い甕が写った。しかしこれでも納得しなかったため12月5日、3回目では360°、フィルム1本分を使って撮影した。ここまでの証拠が出るとさすがに彼らも否定することはできなかった。
その後ペトログラフを供養すると、甕が写真に写ることはなくなった。さらに奇妙なことに、甕が写真に写らなくなって以来日本では全国的にペトログラフが発見され続けた。

## 交通

### 船
彦島は橋が開通するまでは本州と行き来するためには船で渡るほかなかった。明治時代当時では海士郷と伊崎（のち竹崎に変更）を結ぶ私営の渡船により行き来していた。明治35年（1902年）にはこれを村営とした。当時、渡船は片道5厘（1銭の半分）だったのでこの渡船は五厘船とも呼ばれていた。
明治45年（1912年）には関門汽船株式会社が下関と江の浦、弟子待と大里（北九州市）、大里一田の首一福浦一西山の3航路の巡航を開始した。
大正13年（1924年）になると町営（大正10年町制施行による）の渡船は海士郷から更に岬之町まで延長された。市制が施行された昭和8年（1933年）には市営となった。昭和11年には現在の東大和町と大和町を埋め立てる計画が開始されたため海士郷→伊崎→岬之町の航路は海士郷→伊崎と後山→岬之町に変更された。後山とは現在の山口銀行彦島支店付近を指し、のち堀越に変わった。平成元年（1989年）12月31日をもって廃業した。
荒田港では昭和46年（1971年）8月より彦島と小倉を結ぶ関門海峡フェリー、旧称関九フェリーが運行していた。しかし、2011年11月をもって経営不振により廃業となった。

### 橋

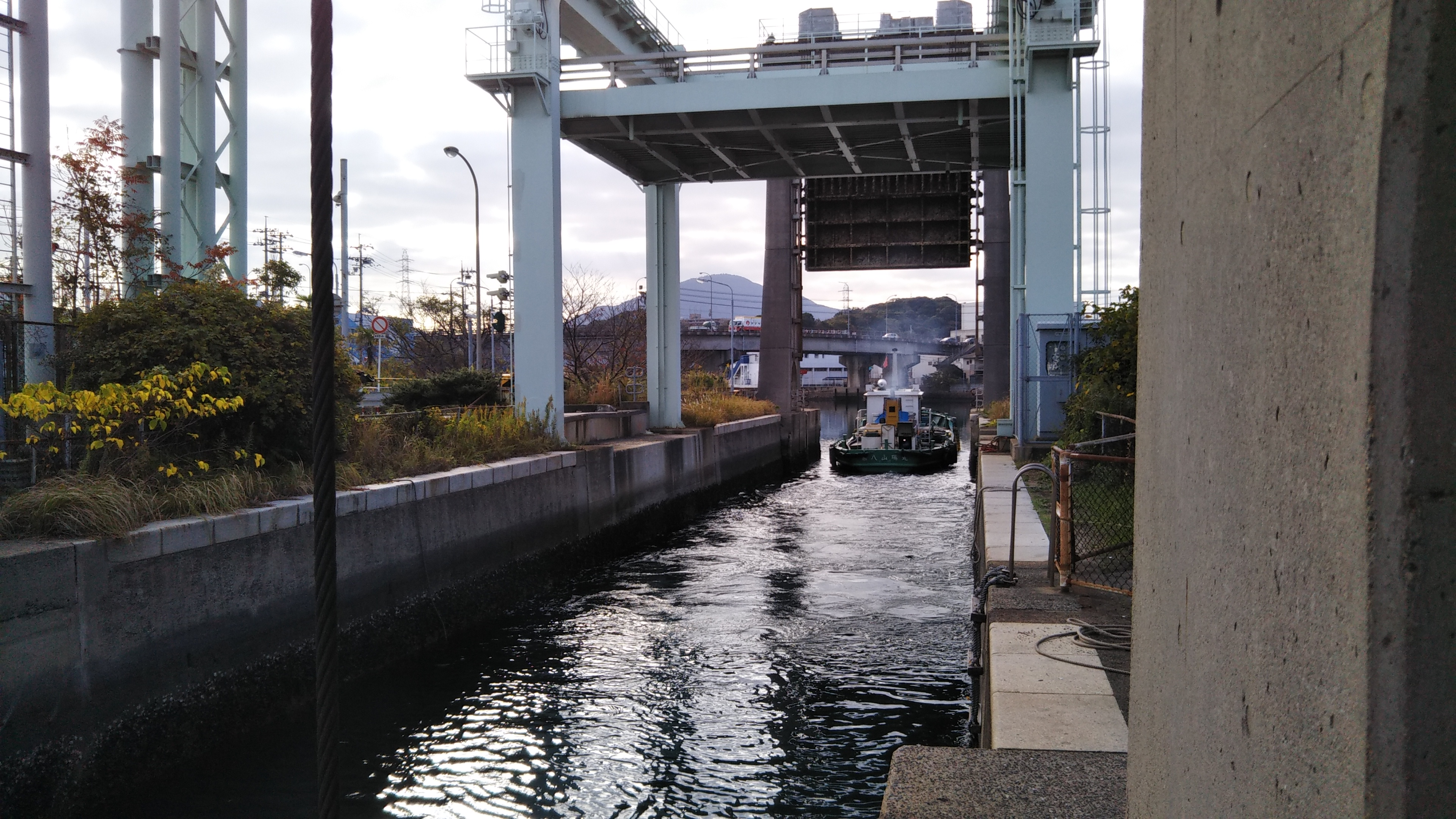
下関漁港閘門とそこを通過する船。船が通過する際は車道は利用できず、歩道は一方のみ通れる。

彦島が本州と徒歩により往来可能となったのは昭和11年（1936年）に閘門が完成してからである。この閘門では同年、通船式が行われた。昭和57年（1982年）には全面的に閘門の改修が行われた。

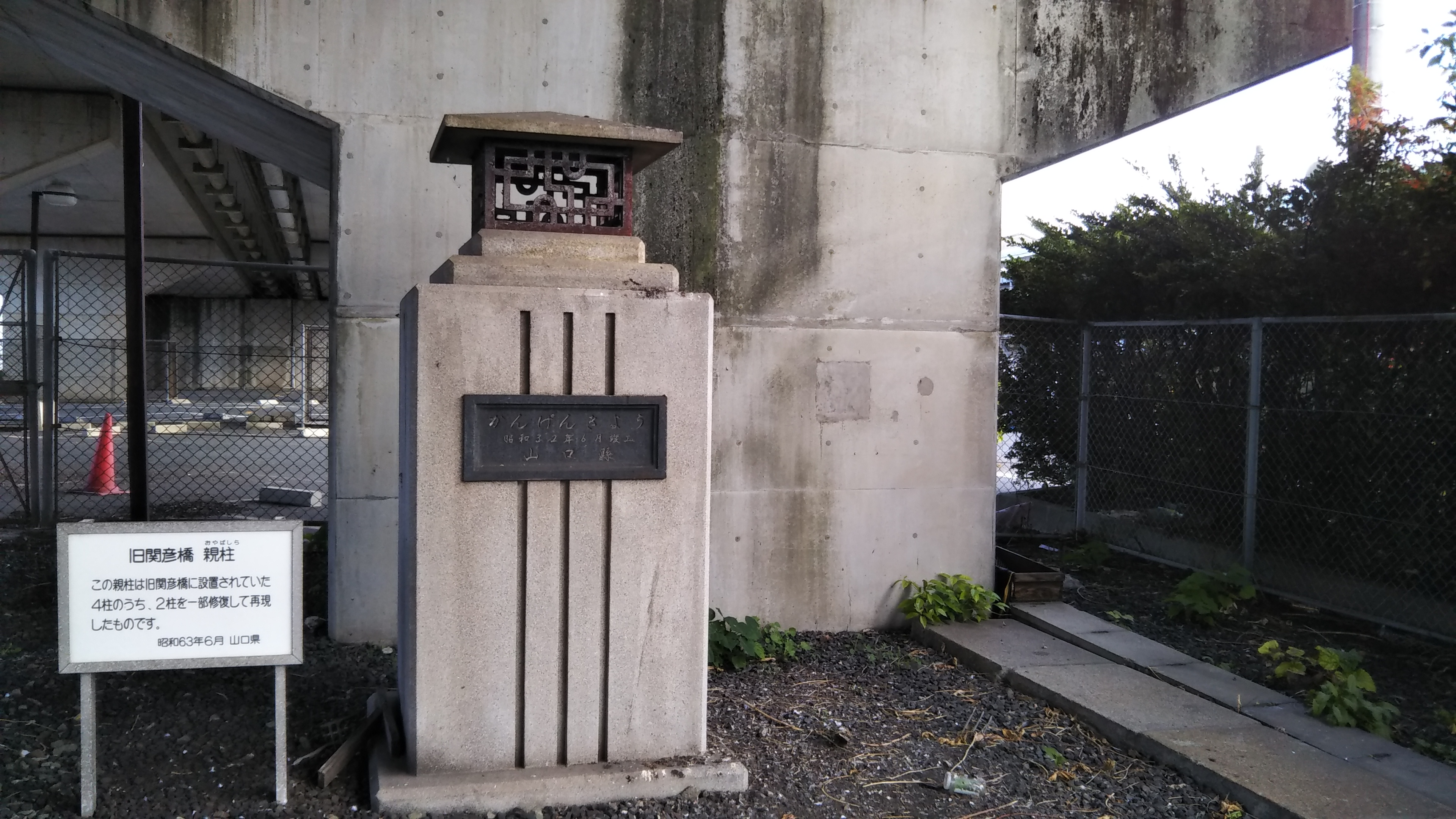
1948年から6年間のみ使用された旧関彦橋の親柱。

また、昭和23年（1948年）には自動車も通れるように関彦橋が完成した。6年後には関彦橋はコンクリート製のものへ架け替えられた。

### 彦島大橋と元有料道路

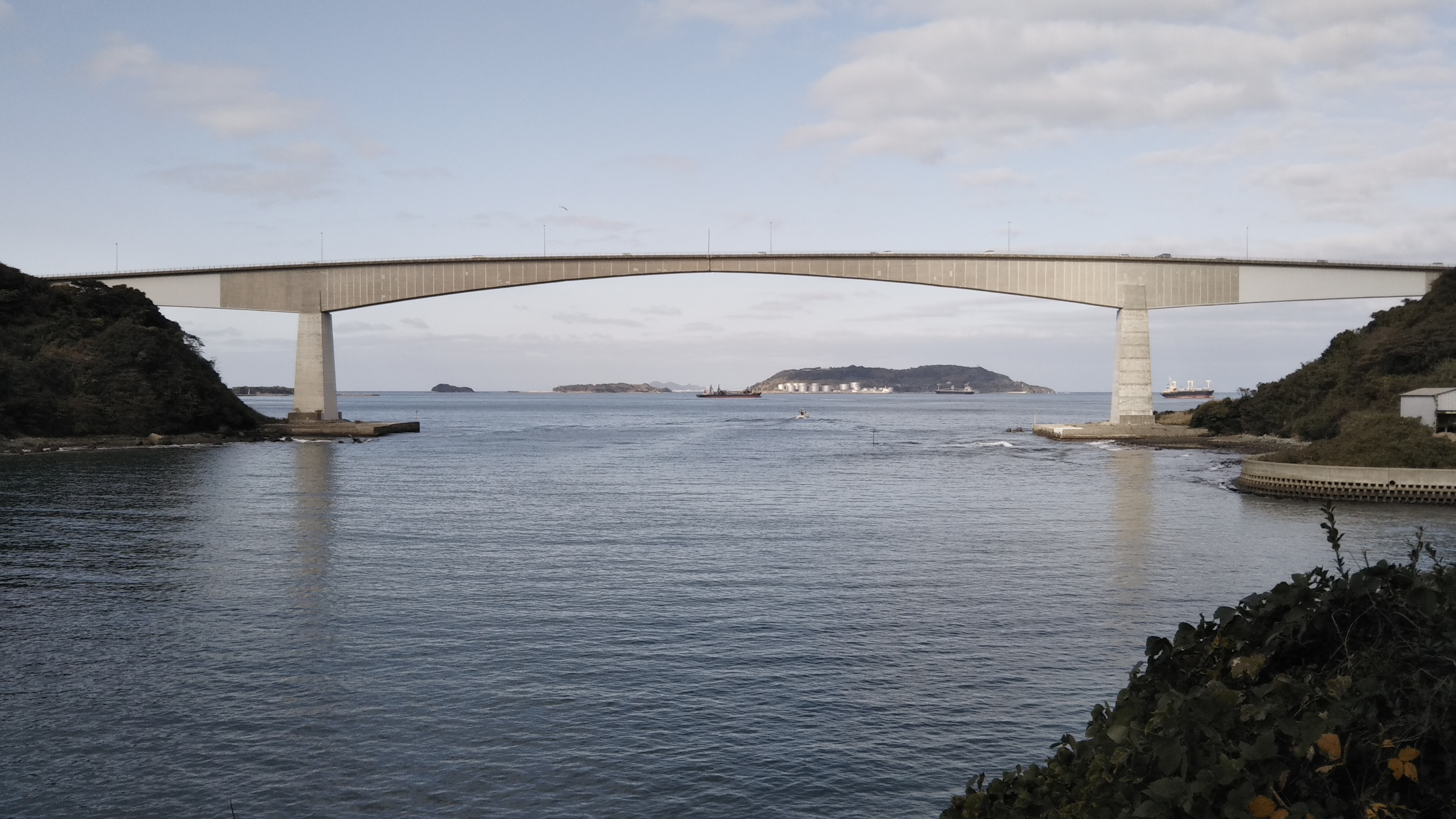
彦島大橋。撮影は彦島老町の身投げ岩付近。

彦島へ渡る手段は閘門、関彦橋のほか、彦島大橋がある。彦島大橋は昭和47年（1972年）に着工した元彦島有料道路の一部であり、長さ710m、主橋部236mのコンクリート橋である。昭和50年に完成した当時では最も大規模なコンクリート橋であった。建設方法はディビダーク工法。海面からの高さは45mで橋脚は下関側（小門）と彦島側（小戸）にそれぞれ1本ずつ建てられている。
彦島大橋は彦島有料道路の開通に伴い開通されたもので、関彦橋における渋滞を解消することを目的として建設された。山口県道252号福浦港金比羅線の一部で、総長4.5kmである。彦島側の方には彦島トンネルが笹栗山を貫いて開通しており、その全長は861mである。

### 鉄道

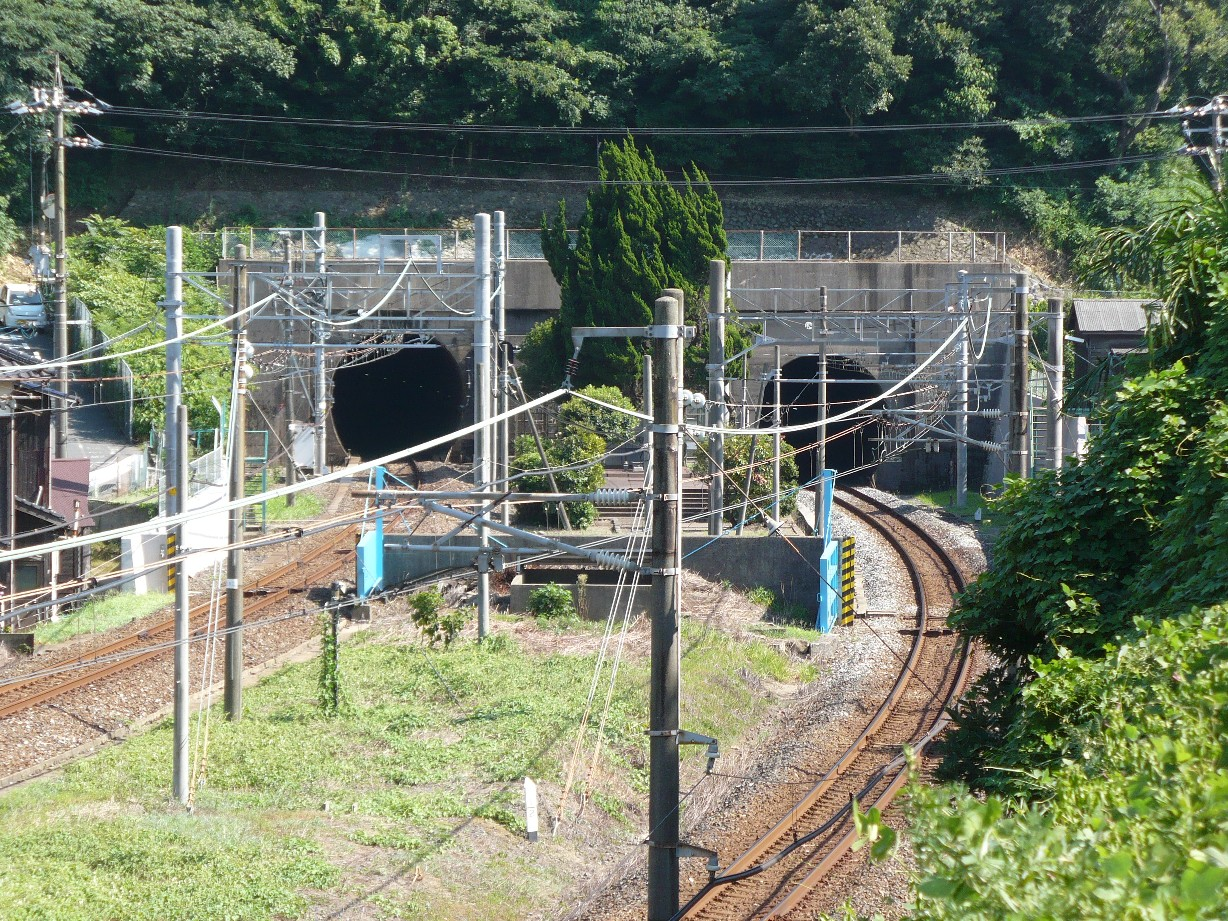
関門トンネル下関方坑口

彦島では島の東側を九州旅客鉄道（JR九州）山陽本線が通っているが、島内に駅は設けられていない。島内の線路の大半が関門鉄道トンネルの中にあり、彦島江の浦町には関門鉄道トンネルの下関側入口がある。山陽本線開通は明治34年（1901年）の5月であったが、明治29年（1896年）の時点で帝国議会へ請願が提出されていた。のち、後藤新平が鉄道院総裁であったときに調査が進められ予算の都合上トンネルの方が安く済むという理由で1816万円の予算のもと、大正10年（1921年）に議会で合意に至った。しかし、物価の上昇（第一次世界大戦の影響）や大正12年（1923年）関東大震災が起こったことで関門トンネルに回す予算がなくなってしまったため工事は一時中止となった。また、大正15年（1926年）には事業が再開したが運悪く昭和金融恐慌により再度延期となってしまった。2回の一時中止を喰らったのち、昭和18年（1943年）12月30日に上下複線が開通し、昭和19年（1944年）8月9日に運転が開始された。
関門トンネルの施工においては32名が殉職し昭和17年（1942年）11月14日に国鉄殉職者の碑が建てられた。この石碑の題字は当時の鉄道大臣、八田嘉明が書いたものである。現在でも石碑を建てた11月14日には殉職者の遺族が石碑付近で慰霊祭を行っている。

### バス
彦島には交通手段としてサンデン交通の路線バスが通っており西山方面に行く系統70番台バスと江の浦方面に行く系統80番台のバスがある。下関駅からのバスはすべてロータリーを通過する。以下に系統ごとに終点及び主な経由地をまとめた。ただし、彦島外の停留所は省略した。また、終点の停留所に関しては斜体にした。
| 70 | ロータリー | 本村       | 東圧正門前 |            |
| 71 | ロータリー | 本村       | 東圧正門前 | 竹の子島   |
| 72 | ロータリー | 荒田       | 東圧正門前 |            |
| 73 | ロータリー | 荒田       | 東圧正門前 | 竹の子島   |
| 74 | ロータリー | 本村       | 海士郷     |            |
| 80 | ロータリー | 福浦二町   | 彦島営業所 |            |
| 81 | ロータリー | 山中       | 田の首     | 彦島営業所 |
| 82 | ロータリー | 中部学院前 | 田の首     | 彦島営業所 |
| 83 | ロータリー | 福浦二町   | 福浦本町   |            |
| 84 | ロータリー | 弟子待     |            |            |

### その他道路
- 山口県道250号南風泊港線
- 山口県道251号田ノ首下関線
- 山口県道252号福浦港金比羅線

## 宗教

### 神社（神道）

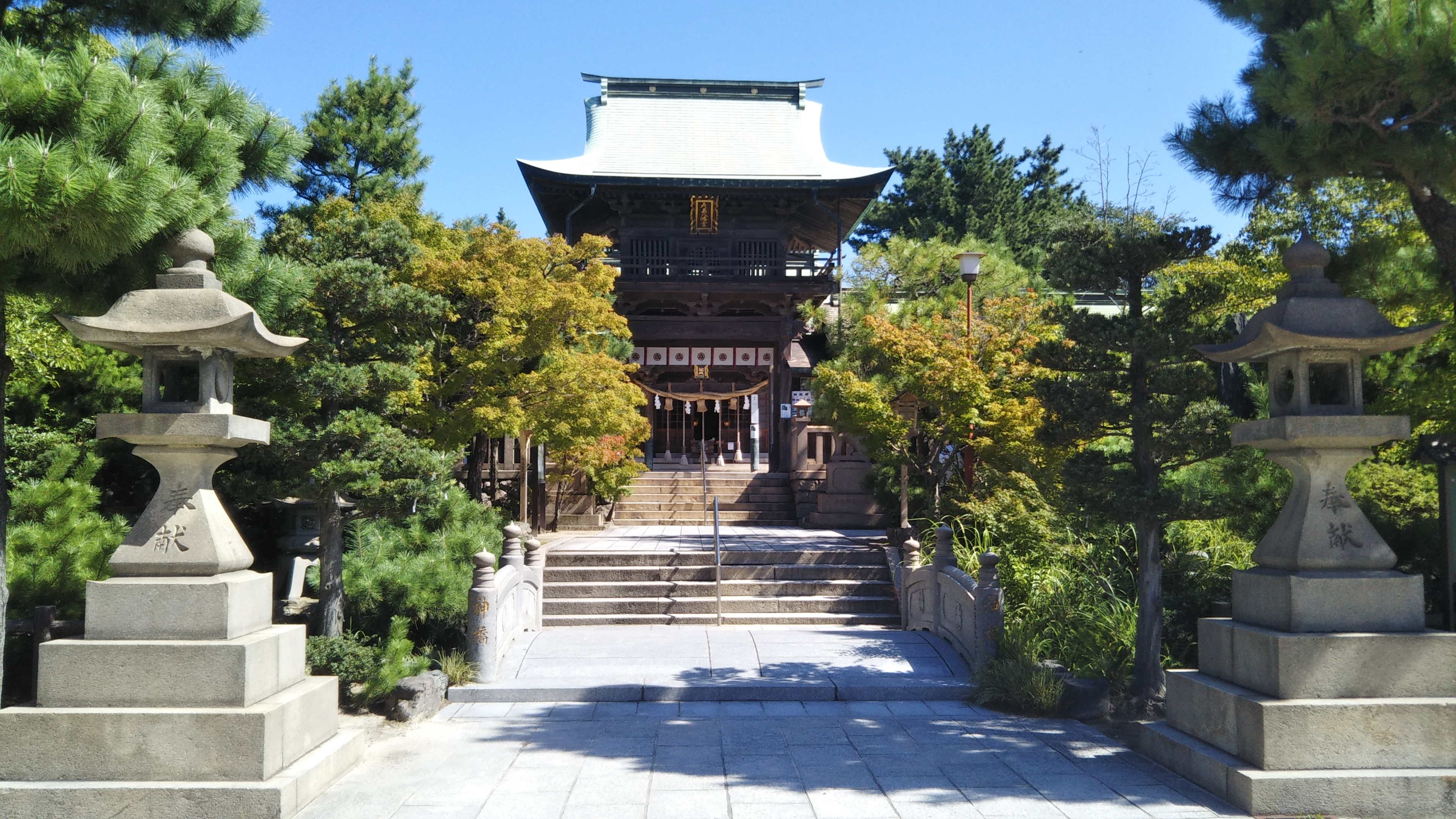
彦島八幡宮
彦島八幡宮は彦島迫町5丁目にある八幡宮で、かつては県社だった。祭神は主祭神が応神天皇で、配祀神が仲哀天皇、神功皇后、仁徳天皇である。社宝は天文21年（1552年）に大内義長が寄進したとされる雄剣2腰である。寄進物は社宝以外にも明治5年（1872年）に寄進された毛利元敏による雄剣と短冊（元敏の自筆）がある。明治7年（1874年）に郷社、大正12年（1923年）に県社となった。
当八幡宮の沖合を通った船は必ず「半帆」という札をとったため「灘八幡」とも呼ばれる。このことから造船・漁業関係者からは篤い信仰を集め、他にも安産の神としても知られ「子安八幡」とも呼ばれる。
保元2年（1157年）河野通次が海中から裏に「八幡尊像」と刻まれた鏡を得たため平治元年（1159年）11月26日、宇佐神宮から勧請して祀り、永暦元年（1160年）光格殿に納めて移し、のちに通次の子孫である通久が貞和5年（1349年）に神託を受けて社殿を建てたというのが由緒である。また、別の説にはイナの漁師が海底から鉾で八幡尊像を突き上げ、河野通次が舞子島に祠堂を造り、後に現在の場所に移されたという説がある。なお、どちらの説でも登場する舞子島は現在は埋め立てにより存在しない。
元禄5年（1692年）には彦島八幡宮は再建され、費用は当時の藩主（毛利吉就）が負担した。同年、吉就は小門（小瀬戸をはさんで彦島海士郷と反対側）で客を呼んで囲碁で争わせ、それ以来は毎年行われるようになった。この行事は7月6日に行われているが「七夕祭」と呼ばれ、その又の名を「六夕神事」という。
毎年10月21日に行われる例祭、サイ上り神事では甲冑を着て武者が「サイ上り」と叫びながら御神体を海中から揚げるようにして舞い、祝福する。光格殿が作られた舞子島の由来は光格殿奉納の際に通次らが舞い踊ったことにちなむ。また、このとき通次らが「サァ揚らせ給う」と大声で言ったため「サイ上り」として伝えられた。
他に彦島八幡宮の祭祀としては1月1日に行われる元服祭や例祭前の準備として行われる夏越祭・宵祭がある。元服祭は1月15日に元来行われていた祭りで海士郷の漁業組合の男子が17歳になるときに紋付袴で参拝する祭りである。夏越祭及び宵祭は前述の通り例祭の準備として行われ、夏越祭（7月終わり）では彦島周辺の海に神輿を渡らせ、宵祭（例祭前日）ではその1か月前ごろから仕込んでおいた酒（濁酒）を供える。
境内には大歳神社（祭神:大年神、御年神、若年神）、若宮神社（祭神:仁徳天皇）、祖霊社の三社がある。

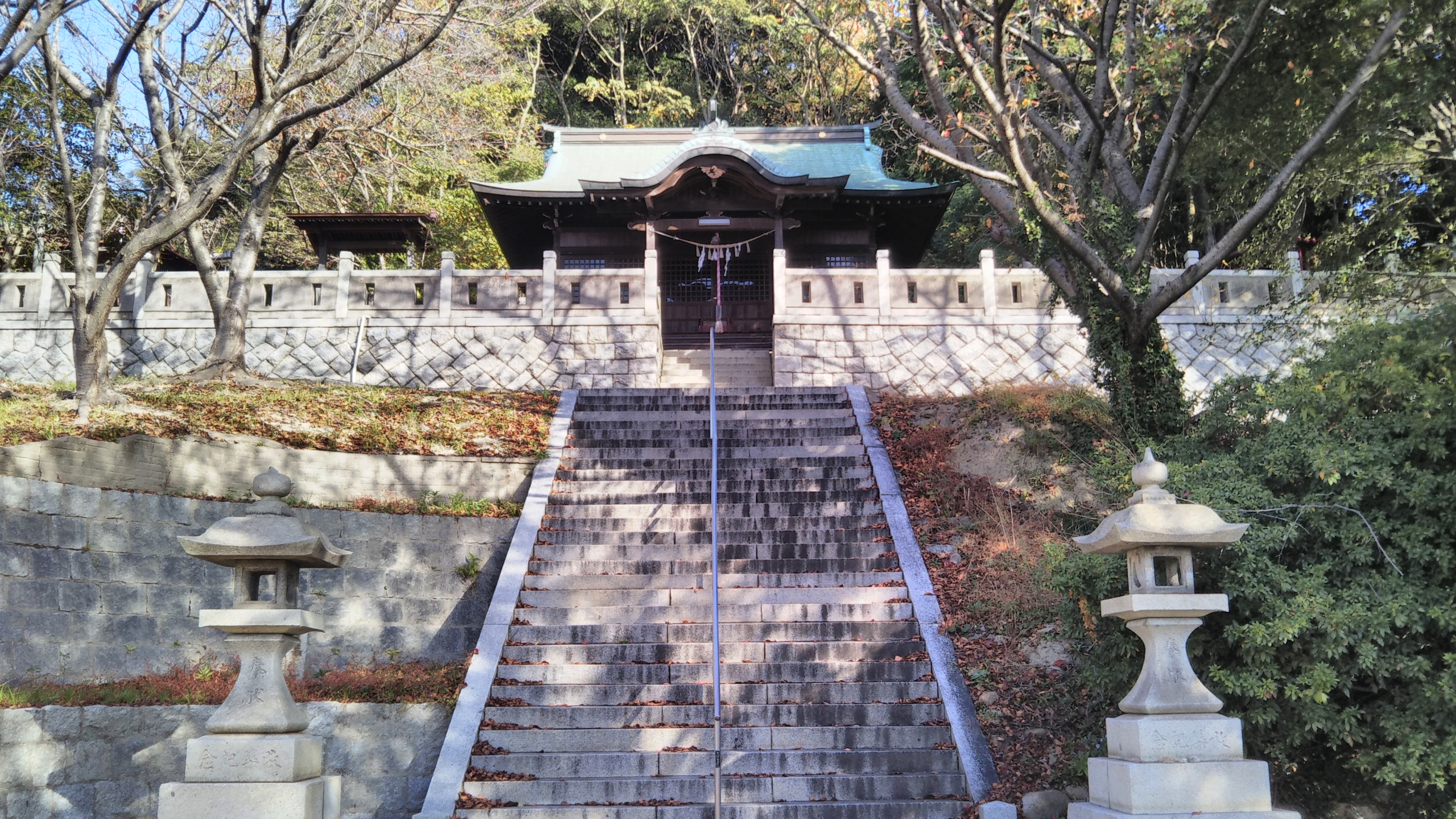
貴布祢神社
彦島老町に鎮座する貴布祢神社（きふねじんじゃ）は、京都の貴船神社を総本社とする。祭神は高龗神（たかおかみのかみ）、保食神。鎌倉時代中期にあたる弘安元年（1278年）に創建された神社である。「牛の宮」とも呼ばれ、牛馬安全を祈る社としてかつては大いに繁栄していた。

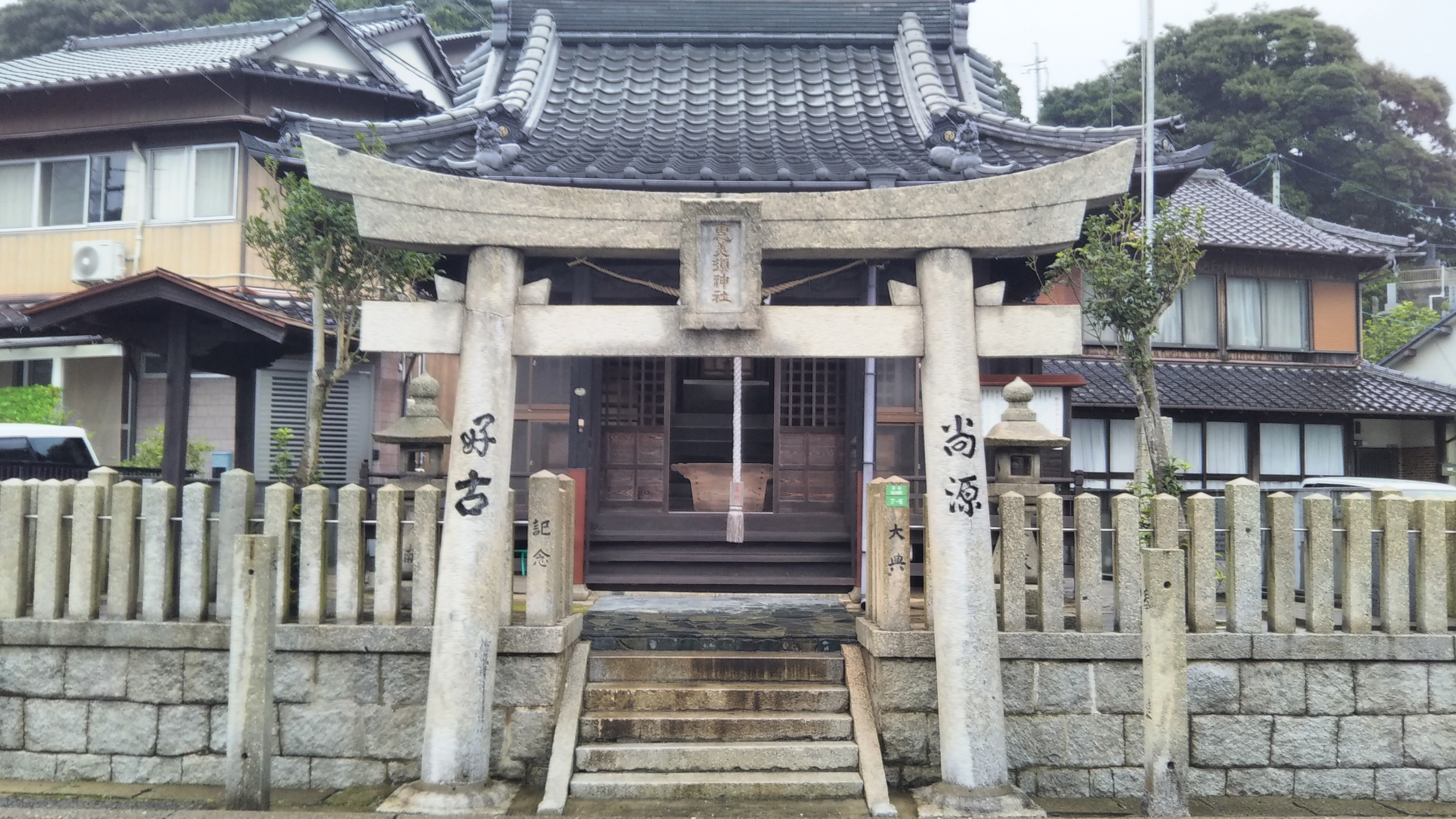
恵比須神社
彦島海士郷町にある。写真では恵比須の比が美となっているが他にも毘とも綴る。祭神は事代主命（ことしろぬしのかみ）。海の神として信仰され、毎年12月3日に行われるぼら祭りでは豊漁を祈願する。
福浦金刀比羅宮
天保元年（1830年）に忌宮神社から勧請して成立した。祭神は大物主神と崇徳天皇。かつて福浦が港町として栄えたときに大いに賑わった。
現在福浦金刀比羅宮にある福浦富観記碑は文政13年（1830年）9月に当時の眺めを見た小田南陔（小田圭）により書かれた。現在は木々が邪魔していい風景とは言えない。
福浦金刀比羅宮の鳥居までの道は日本で一番急な坂と言われ、その石段の段数は昔から人によって279段だったり281段だったり277段だったりする。これは金比羅狐のしわざだという言い伝えがある。
福浦は港として栄えていたため多くの人々がやってきていろいろな人々がこの段数を突き止めようとした。しかし誰一人として上りのときと下りのときで段数は揃うことがなかった。地元の人でも分からないことなのに彦島に無縁な人々が段数を確かめようとしたので福浦の人々はこれを「よそ者の狐ごかし」として嘲笑っていた。

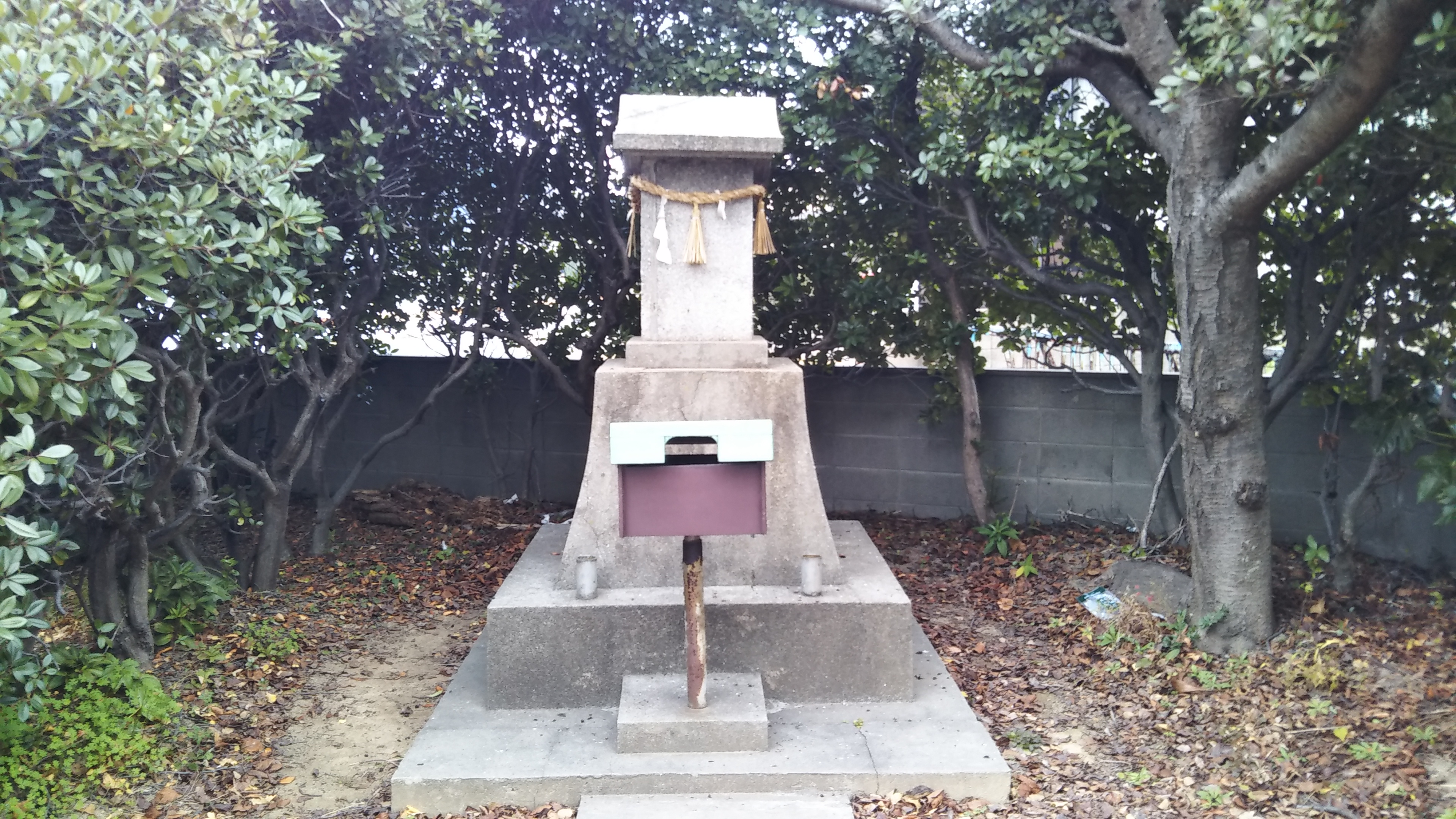
塩釜神社
塩浜（彦島塩浜町）では江戸時代後期まで塩田が営まれ、塩田の守護神として塩釜神社が祀られていた。祭神の塩土神（しおつちのかみ）は海の神で塩の精製法を伝授したといわれる。
田の首八幡宮

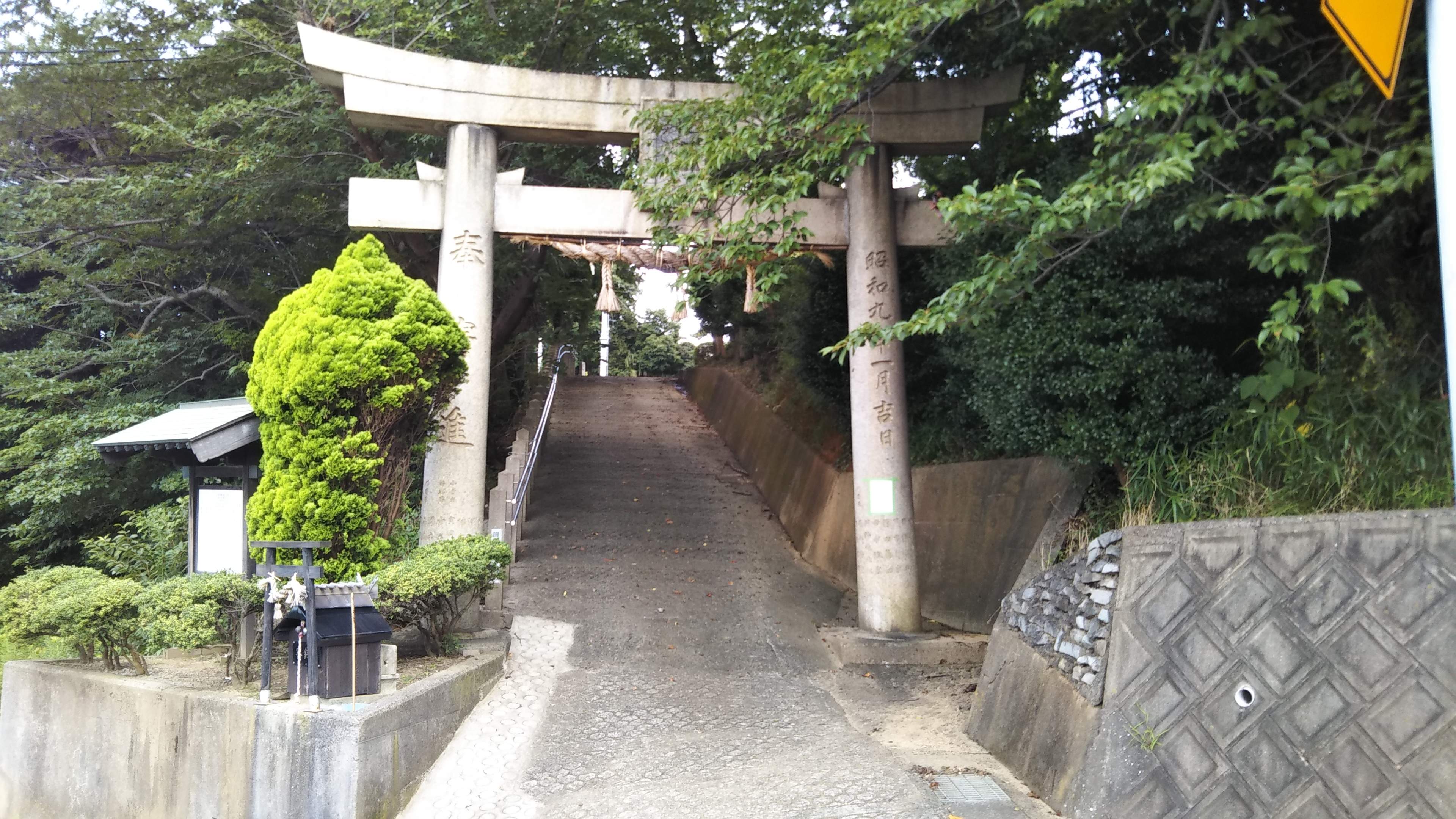
田の首八幡宮一ノ鳥居

彦島田の首町にある八幡宮。祭神は主祭神が応神天皇、配祀神が仲哀天皇、神功皇后、仁徳天皇。神紋は左三つ巴。明徳2年（1391年）に彦島八幡宮から勧請して祭祀した。昔は牛をこの八幡宮に参拝させる風習があって海で洗っていた。
鳥居は一ノ鳥居、二ノ鳥居があり、狛犬が拝殿の前に一対ある。拝殿奥には幣殿、本殿と続き幣殿の東側には祭具庫がある。拝殿から北西側には孤立して神輿庫がある。

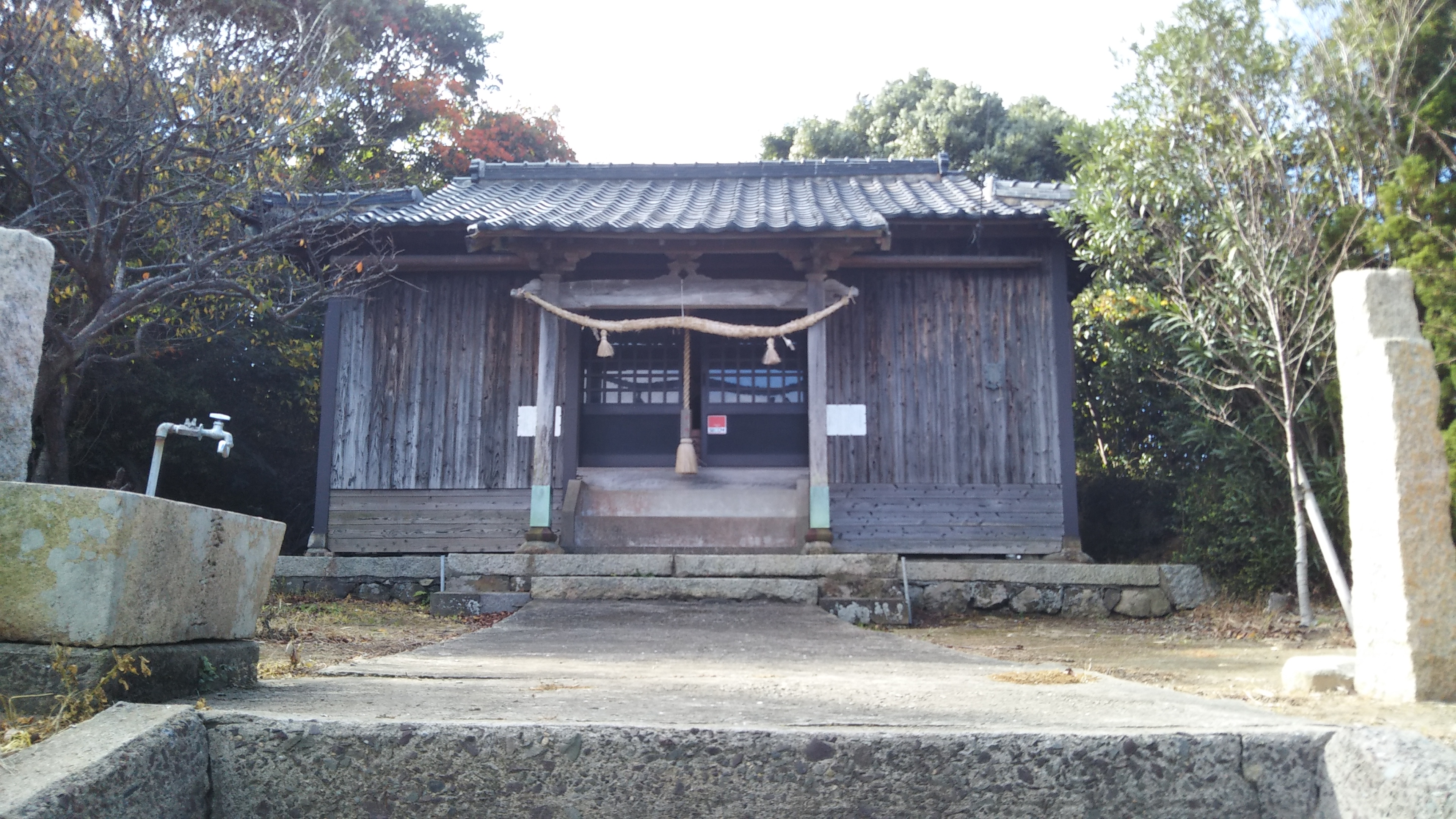
竹ノ子島金刀比羅神社
彦島竹ノ子島町にある神社。竹ノ子島金刀比羅宮ともいうが福浦にも金刀比羅宮があるため本項目では竹ノ子島の方は神社と表記する。祭神は大物主神、金山毘古神（かなやまひこのかみ）、菅原道真公。文政3年（1820年）に創建された。

### 寺社（仏教）

#### 浄土真宗
蓮光寺
発端は文政2年（1819年）に細江町にある光明寺の掛所として開いた道場である。その後、寄付金を集めて現在ある西山の位置に再建し、大正3年（1914年）、真宗本派本願寺西山説教所として認められた。昭和11年（1936年）5月に後に当寺院の初代住職となる秋山逸恵がもともと豊浦郡粟野村にあった蓮光寺から寺号（寺の名前）と仏師の康雲が作った本尊の移転を許され、蓮光寺となった。
専立寺

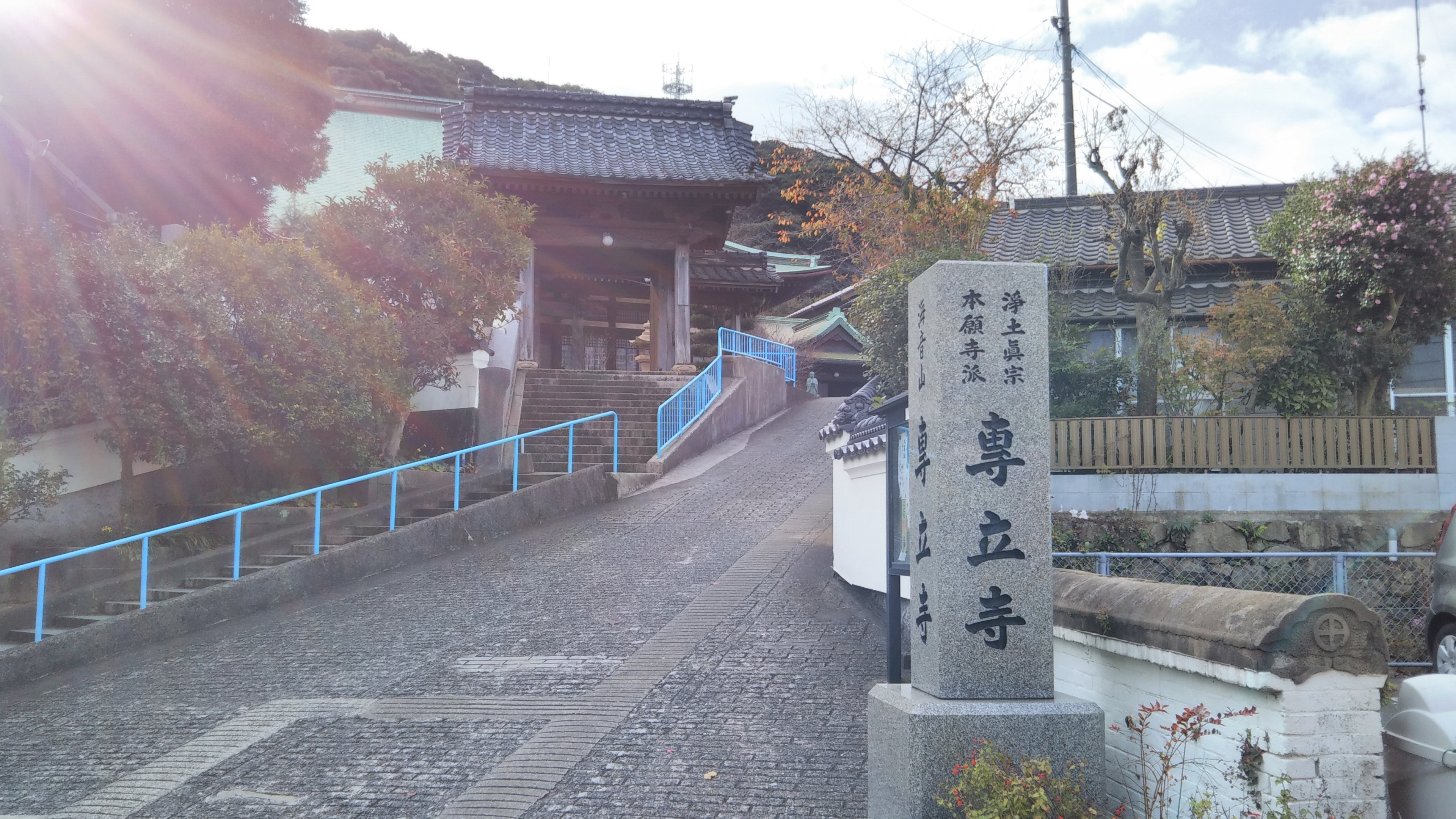
専立寺入口

発端は和田四郎常保が安楽寺として創立した寺院である。大永の頃（1520年代）、住職が念西であったときに観音堂が建立され、寛永2年（1625年）、本堂が建立された。旧名安楽寺が現在の名前、専立寺になったのは慶安2年（1649年）のことである。山号は海音山、本尊は阿弥陀如来。専立寺の横には専立寺保育園があり、もともとは仏教婦人会であったものを昭和6年（1931年）幼稚園にし、昭和44年（1969年）から保育園にした。
康楽寺
発端は仁治2年（1241年）に信濃国塩崎で西仙房覚明が建立した康楽寺である。昭和22年（1947年）に柳井市にあった廃寺、康楽寺を現在の福浦の地に移し真月庵と改名した。その後、寺号を康楽寺に戻し現在に至る。山号は白鳥山、本尊は阿弥陀如来、宗派は浄土真宗興正寺派である。

#### 日蓮宗
大乗寺
発端は大正7年（1918年）10月に文明院日種が上田中町護国寺の別院として彦島の江の浦に建立した寺院である。その後、的場文雄による布教で勢力を伸ばし、昭和16年（1941年）「日蓮宗江の浦教会」、昭和17年（1942年）「日蓮宗日乗教会」、昭和24年（1949年）「大乗寺」と改名されていき、現在の寺号となった。山号は開会山、本尊は日蓮及び釈迦如来。

#### 時宗

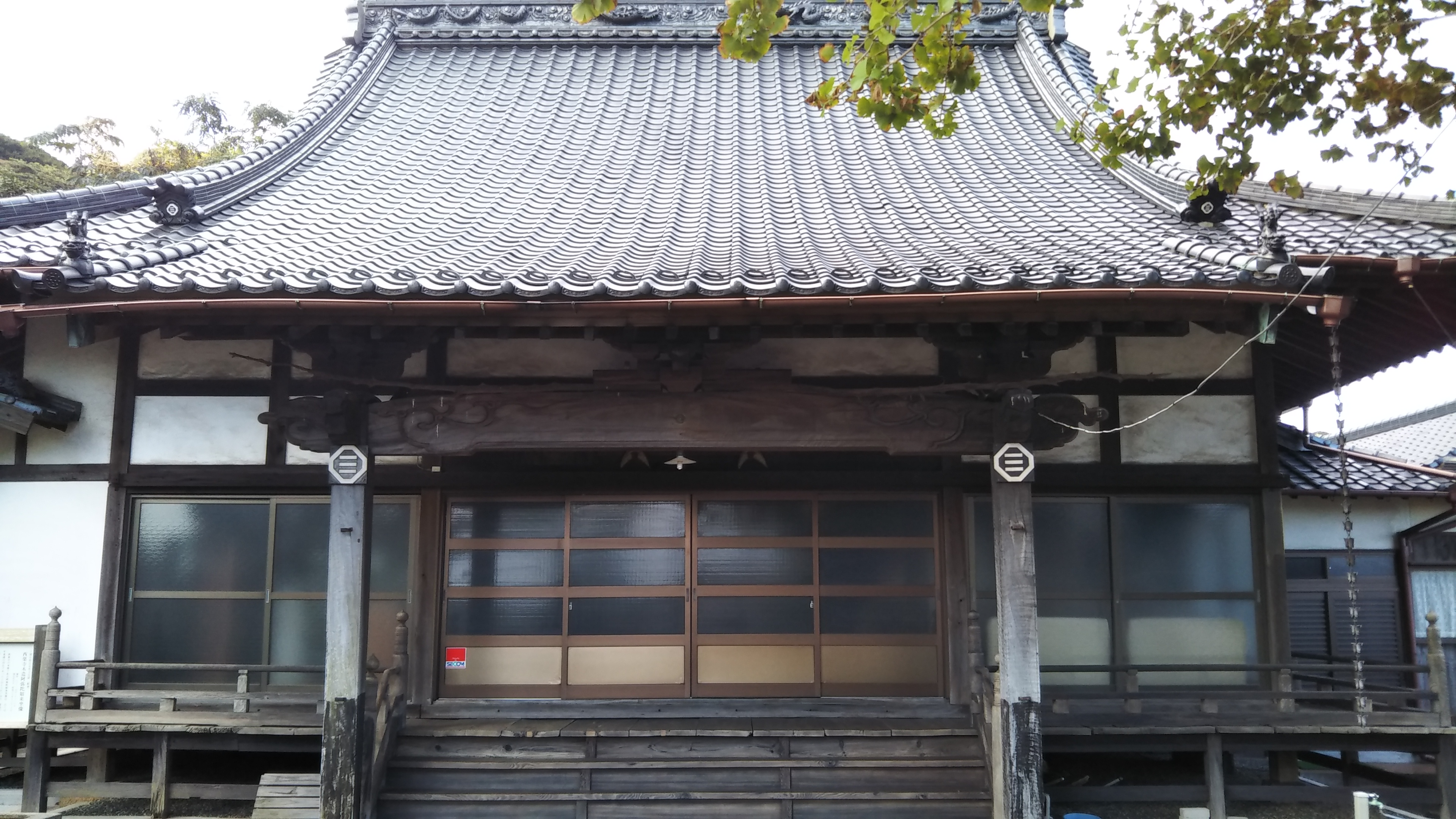
西楽寺
発端は十二苗祖の植田氏、岡野氏、百合野氏が彦島に来島してきた際に迫町に安置した平重盛の守り本尊である阿弥陀如来本尊で、これを一遍の従者、西楽法師が本村に「西堂山西楽庵」を立てて移したものである。西南戦争のときは戦争により負傷した兵士の病院としても使われた。山号は正覚山で現在の彦島本村町にある。
また、本尊（正式名称:阿弥陀如来坐像）は昭和60年（1985年）12月19日、下関市有形文化財に指定された。この本尊は天武天皇が白鳳6年（678年）に仏師の賢問子に作らせた仏像であるという言い伝えがあり、かつては東大寺に安置されていたとも言われている。その後、承安4年（1174年）に平重盛が壇ノ浦の戦いで敗戦したのち、守り本尊として十二苗祖らと共に彦島へ渡った。

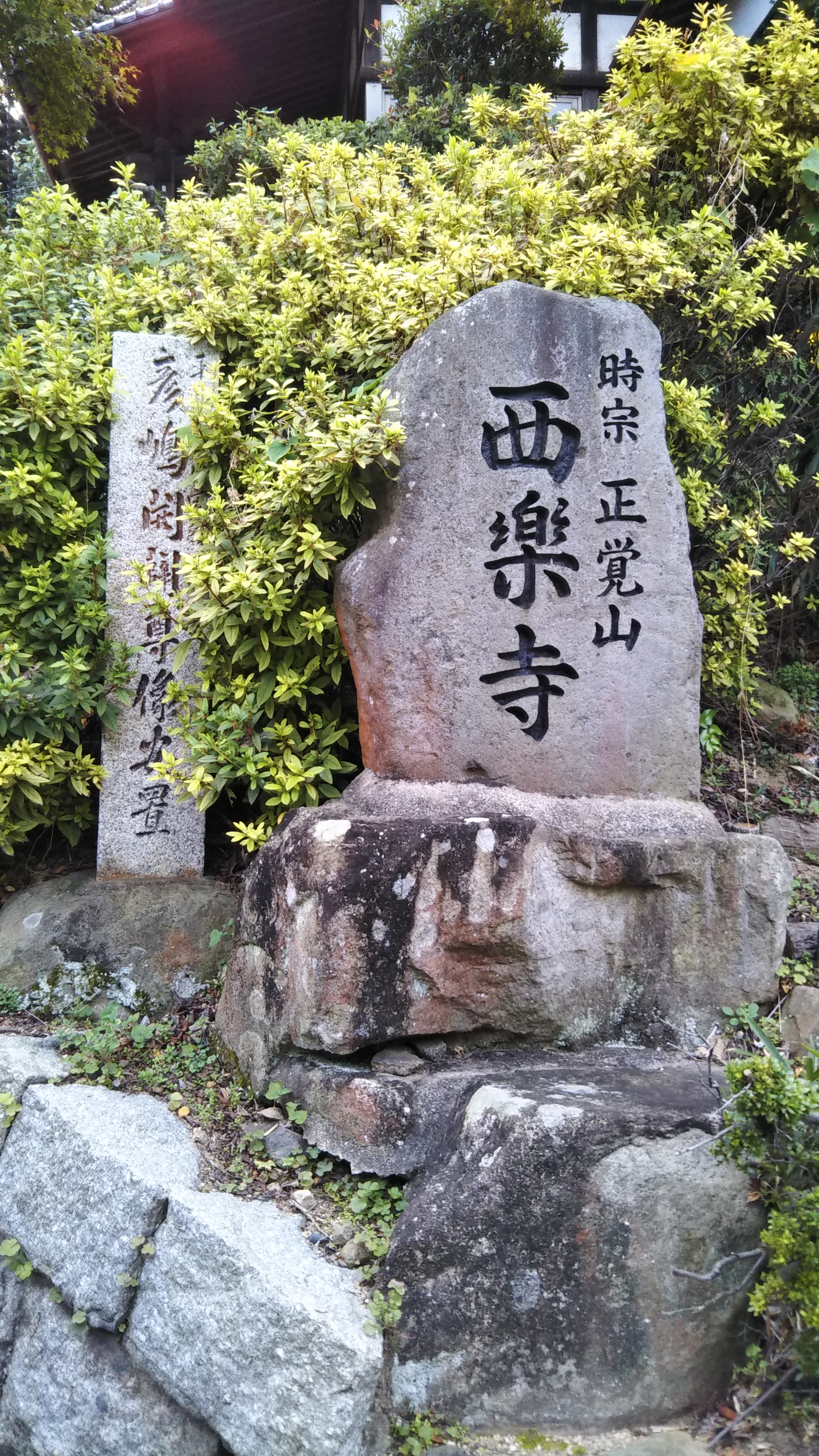
西楽寺入口の石碑

寺内には石碑が入口付近と端にそれぞれ1つずつある。碑文は以下の通り。旧字を含む場合は（）で現在一般的に使われる文字を示した。
（入口付近の石碑）
平重盛公守護佛（仏）
彦島開闢尊像安置
（端）
山林二反六畝廿一歩
寄附（付）者下関市豊前田町櫃本豊三郎
現住岸學（学）雄代
維持大正九年六月四日
卋（世）話人阿波田亦吉

### キリスト教
彦島カトリック教会
彦島本村町にあるカトリック教会である。下関教会の荻原（名前不明）がドイツから帰還し、滞在していた間の昭和12年（1937年）に設立した協会である。

## 教育
学制以前の教育
彦島における教育の歴史は鎌倉頃にまで遡ることが出来るが口伝えによる歴史しか残っておらず、文献はない。13世紀頃に彦島で教育が行われた学校のような場所は「草来庵」と呼ばれ、農業、工業、漁業、狩猟、読み書きの教育を行っていた。
天文12年（1543年）、草来庵は消え庄屋が出現し始めたため若衆宿や寺子屋などでの教育が盛んになった。草来庵の頃にあった読み書き、狩猟の他、盆おどりや彦島謡いなど地域ならではのことも教育するようになった。
かつてあった寺子屋の名前のうち完全に塾の名まあったことが分かっているのは西山にあった秋浪塾のみで他のものは正式名称の分からない越智（本村）、河野（本村）、富田（老）、兜谷（福浦）、西浜（田の首）と位置が分からず人物は分かる足立伝蔵、河辺辰之助、生田政七の寺子屋があった。
彦島尋常小学校（志磨尋常小学校）
彦島は明治12年（1879年）に赤間関区に所属した4年後となる明治16年（1883年）に5つの小学校が設置された。志磨小学、富観小学校、迫西小学校、田の首小学校、竹ノ子島小学校はそれぞれ現在の本村、福浦、迫、田の首、竹ノ子島地区に設置されたものである。明治19年には田の首小学校を廃止、富観小学校と迫西小学校を分校、竹ノ子島小学校を分教場とした。明治20年（1887年）には志磨小学が志磨尋常小学校と改名され、富観と迫西分校も廃止となった。明治23年（1890年）4月には補習科（2年間）を設置、明治30年（1897年）4月には高等科（4年間）を設置して志磨尋常高等小学校に名前を改めた。明治40年（1907年）10月にはこの尋常高等小学校を彦島尋常高等小学校に改め、場所を移して新築した。
志磨尋常小学校の志磨という名前には由来があり、1つ目は本村の専立寺に寺子屋を設けた志満（名前不明）に因むとする説、2つ目は志学磨心に因むという説である。
彦島第二尋常小学校
彦島には明治ごろ、小学校が1つだけであったため、江の浦や塩浜の地方では通学に不便であったほか、児童数が増えたため彦島尋常高等小学校の改名・新築と同時に彦島第二尋常小学校を杉田に建設した。また、彦島第二尋常小学校も児童が増え始めたため大正12年（1923年）1月に塩谷（しゅうや）の地に新築移設した。昭和2年（1927年）には高等科が設置され、彦島第二尋常高等小学校に改名し、昭和13年（1938年）には江浦尋常小学校に改名した。
彦島尋常小学校分教場
分教場は先述した竹ノ子島分教場があったが当時は橋が架けられておらず不便であったため、低学年の授業のみを行っていた。また、明治43年（1910年）には六連島にあった藩小学校も六連島分教場となった。竹ノ子島分教場では分教場出身と本校出身で知識の格差が激しく、対策をとる必要があった。そこで昭和2年（1927年）に竹ノ子島に鉄橋をかけ、分教場を廃止して彦島尋常高等小学校のみに通学させた。
学制改革後
第二次世界大戦後、昭和22年（1947年）には学制改革が行われた。そこでもとあった彦島尋常高等小学校は小学校が本村小学校に改名され、彦島中学校が新たに設置された。江浦尋常小学校は江浦小学校に改名された。
人口増加による新設
彦島では人口が増加し続け、戦前は2校しかなかったにもかかわらず現在は小学校だけでも5校となった。昭和24年（1949年）には西山地区の人口増加及び通学距離の遠さから三井金属の青年学校内に本村小学校西山分校を新設した。翌年となる昭和25年（1950年）には西山小学校として独立した。
昭和30年（1955年）には玄洋中学校（現在の公民館の位置にあった）が新たに開校し翌年彦島中学校区から西山小学校区を分離した。その頃江浦小学校でも人口の増加があったため昭和31年（1956年）江浦小学校の分校として角倉分校が新設され、翌年には独立して開校した。
昭和55年（1980年）には本村小学校区が玄洋中学校区取り入れられ、同時に玄洋中学校は西山地区から本村地区に移動した。角倉地区でも人口増加のため新たに向井小学校が昭和57年（1982年）に新設された。
また、この頃彦島は工業が栄えていたため小学校だけではなく高等学校の分校を設置する動きがあった。昭和24年（1949年）には下関南高等学校の定時制彦島分校を彦島中学校に併設。昭和27年（1952年）には下関工業高等学校の定時制彦島分校を彦島中学校に併設した。これらはいずれも昭和25年（1950年）、昭和48年（1973年）に廃止されたため現在は存在しない。
第一高校と下関中等
昭和32年（1957年）、市は新たに高校を作るために老の山の一部を買収した。その後、名称は下関第一高等学校となり昭和36年（1961年）に着工し、昭和37年（1962年）4月7日に開校式が行われた。昭和45年（1970年）には市立から県立となった。
平成11年（1999年）には下関第一高等学校が高等学校から中等教育学校になるということが公表され、平成16年（2004年）には下関中等教育学校となった。
| 年（西暦） | 新設                                                           | 学区変更                               | 廃止                           | 改名                                                                    | 分離                                      |
| ---------- | -------------------------------------------------------------- | -------------------------------------- | ------------------------------ | ----------------------------------------------------------------------- | ----------------------------------------- |
| 1883年     | 志磨小学、富観小学校、迫西小学校、田の首小学校、竹ノ子島小学校 |                                        |                                |                                                                         |                                           |
| 1886年     |                                                                |                                        | 田の首小学校                   | 富観分校→富観小学校、迫西分校→迫西小学校、竹ノ子島小学校→竹ノ子島分教場 |                                           |
| 1887年     |                                                                |                                        | 迫西分校、富観分校             | 志磨小学→志磨尋常小学校                                                 |                                           |
| 1897年     | 彦島第二尋常小学校                                             |                                        |                                | 志磨尋常小学校→志磨尋常高等小学校                                       |                                           |
| 1927年     |                                                                | 竹ノ子島地区を志磨尋常高等小学校に編入 | 竹ノ子島分教場                 | 彦島第二尋常小学校→彦島第二尋常高等小学校                               |                                           |
| 1938年     |                                                                |                                        |                                | 彦島第二尋常高等小学校→江浦尋常小学校                                   |                                           |
| 1947年     |                                                                |                                        |                                | 江浦尋常小学校→江浦小学校                                               | 彦島尋常高等小学校→本村小学校と彦島中学校 |
| 1949年     | 本村小学校西山分校、下関南高等学校定時制彦島分校               |                                        |                                |                                                                         |                                           |
| 1950年     |                                                                |                                        | 下関南高等学校定時制彦島分校   | 本村小学校西山分校→西山小学校                                           |                                           |
| 1952年     | 下関工業高等学校定時制彦島分校                                 |                                        |                                |                                                                         |                                           |
| 1955年     | 玄洋中学校                                                     |                                        |                                |                                                                         |                                           |
| 1956年     | 江浦小学校角倉分校                                             | 西山小学校区を玄洋中学校区に編入       |                                |                                                                         |                                           |
| 1957年     |                                                                |                                        |                                | 江浦小学校角倉分校→角倉小学校                                           |                                           |
| 1962年     | 下関第一高等学校                                               |                                        |                                |                                                                         |                                           |
| 1973年     |                                                                |                                        | 下関工業高等学校定時制彦島分校 |                                                                         |                                           |
| 1980年     |                                                                | 本村小学校区を玄洋中学校区に編入       |                                |                                                                         |                                           |
| 1982年     | 向井小学校                                                     |                                        |                                |                                                                         |                                           |
| 2004年     | 下関中等教育学校                                               |                                        | 下関第一高等学校               |                                                                         |                                           |

### 現在の校区
現在、彦島地区には小学校は下関市立江浦小学校、下関市立角倉小学校、下関市立向井小学校、下関市立本村小学校、下関市立西山小学校があり、中学校は下関市立彦島中学校と下関市立玄洋中学校があり、その他の学校には山口県立下関中等教育学校がある。小学校は例外を除いて地区ごとに指定された学校に登校し、中学校は私立や県立の中学校などに登校しない場合、指定された学校に登校する。以下では地区ごとに指定された小学校及び中学校を表にまとめた。
| 町・大字           | 丁     | 番地・号                                                                   | 小学校             | 中学校                     |
| ------------------ | ------ | -------------------------------------------------------------------------- | ------------------ | -------------------------- |
| 彦島海士郷町       | -      | 全域                                                                       | 下関市立本村小学校 | 下関市立玄洋中学校         |
| 彦島老町           | 一丁目 | 全域                                                                       | 下関市立本村小学校 | 下関市立玄洋中学校         |
| 彦島老町           | 二丁目 | 全域                                                                       | 下関市立本村小学校 | 下関市立玄洋中学校         |
| 彦島老町           | 三丁目 | 全域                                                                       | 下関市立本村小学校 | 下関市立玄洋中学校         |
| 彦島老の山公園     | -      | 全域                                                                       | 下関市立本村小学校 | 下関市立玄洋中学校         |
| 彦島本村町         | 一丁目 | 全域                                                                       | 下関市立本村小学校 | 下関市立玄洋中学校         |
| 彦島本村町         | 二丁目 | 全域                                                                       | 下関市立本村小学校 | 下関市立玄洋中学校         |
| 彦島本村町         | 三丁目 | 全域                                                                       | 下関市立本村小学校 | 下関市立玄洋中学校         |
| 彦島本村町         | 四丁目 | 全域                                                                       | 下関市立本村小学校 | 下関市立玄洋中学校         |
| 彦島本村町         | 五丁目 | 全域                                                                       | 下関市立本村小学校 | 下関市立玄洋中学校         |
| 彦島本村町         | 六丁目 | 全域                                                                       | 下関市立本村小学校 | 下関市立玄洋中学校         |
| 彦島本村町         | 七丁目 | 全域                                                                       | 下関市立本村小学校 | 下関市立玄洋中学校         |
| 彦島江の浦町       | 一丁目 | 全域                                                                       | 下関市立江浦小学校 | 下関市立彦島中学校         |
| 彦島江の浦町       | 二丁目 | 全域                                                                       | 下関市立江浦小学校 | 下関市立彦島中学校         |
| 彦島江の浦町       | 三丁目 | 全域                                                                       | 下関市立江浦小学校 | 下関市立彦島中学校         |
| 彦島江の浦町       | 四丁目 | 全域                                                                       | 下関市立江浦小学校 | 下関市立彦島中学校         |
| 彦島江の浦町       | 五丁目 | 全域                                                                       | 下関市立江浦小学校 | 下関市立彦島中学校         |
| 彦島江の浦町       | 六丁目 | 全域                                                                       | 下関市立江浦小学校 | 下関市立彦島中学校         |
| 彦島江の浦町       | 七丁目 | 全域                                                                       | 下関市立江浦小学校 | 下関市立彦島中学校         |
| 彦島江の浦町       | 八丁目 | 全域                                                                       | 下関市立江浦小学校 | 下関市立彦島中学校         |
| 彦島江の浦町       | 九丁目 | 全域                                                                       | 下関市立江浦小学校 | 下関市立彦島中学校         |
| 彦島弟子待町       | 一丁目 | 全域                                                                       | 下関市立角倉小学校 | 下関市立彦島中学校         |
| 彦島弟子待町       | 二丁目 | 全域                                                                       | 下関市立角倉小学校 | 下関市立彦島中学校         |
| 彦島弟子待町       | 三丁目 | 全域                                                                       | 下関市立角倉小学校 | 下関市立彦島中学校         |
| 彦島弟子待東町     | -      | 全域                                                                       | 下関市立角倉小学校 | 下関市立彦島中学校         |
| 彦島杉田町         | 一丁目 | 全域                                                                       | 下関市立角倉小学校 | 下関市立彦島中学校         |
| 彦島杉田町         | 二丁目 | 全域                                                                       | 下関市立角倉小学校 | 下関市立彦島中学校         |
| 彦島角倉町         | 一丁目 | 全域                                                                       | 下関市立角倉小学校 | 下関市立彦島中学校         |
| 彦島角倉町         | 二丁目 | 全域                                                                       | 下関市立角倉小学校 | 下関市立彦島中学校         |
| 彦島角倉町         | 三丁目 | 全域                                                                       | 下関市立角倉小学校 | 下関市立彦島中学校         |
| 彦島角倉町         | 四丁目 | 全域                                                                       | 下関市立角倉小学校 | 下関市立彦島中学校         |
| 彦島山中町         | 一丁目 | 1~7・9~12番地                                                              | 下関市立角倉小学校 | 下関市立彦島中学校         |
| 彦島山中町         | 一丁目 | 8番地                                                                      | 下関市立向井小学校 | 下関市立彦島中学校         |
| 彦島山中町         | 二丁目 | 全域                                                                       | 下関市立角倉小学校 | 下関市立彦島中学校         |
| 彦島桜ケ丘町       | -      | 全域                                                                       | 下関市立角倉小学校 | 下関市立彦島中学校         |
| 彦島向井町         | 一丁目 | 全域                                                                       | 下関市立角倉小学校 | 下関市立彦島中学校         |
| 彦島向井町         | 二丁目 | 全域                                                                       | 下関市立角倉小学校 | 下関市立彦島中学校         |
| 彦島田の首町       | 一丁目 | 全域                                                                       | 下関市立角倉小学校 | 下関市立彦島中学校         |
| 彦島田の首町       | 二丁目 | 全域                                                                       | 下関市立角倉小学校 | 下関市立彦島中学校         |
| 彦島塩浜町         | 一丁目 | 全域                                                                       | 下関市立向井小学校 | 下関市立彦島中学校         |
| 彦島塩浜町         | 二丁目 | 全域                                                                       | 下関市立向井小学校 | 下関市立彦島中学校         |
| 彦島塩浜町         | 三丁目 | 全域                                                                       | 下関市立向井小学校 | 下関市立彦島中学校         |
| 彦島塩浜町         | 四丁目 | 全域                                                                       | 下関市立向井小学校 | 下関市立彦島中学校         |
| 彦島福浦町         | 一丁目 | 全域                                                                       | 下関市立角倉小学校 | 下関市立彦島中学校         |
| 彦島福浦町         | 二丁目 | 1番1~36・54~65号、2・3番、5番1~28号、6番1~11号、7・8番、9番6~46号、10~27番 | 下関市立角倉小学校 | 下関市立彦島中学校         |
| 彦島福浦町         | 二丁目 | 1番37~53・66~93号、4番、5番29~46号、6番12~25号、9番1~5・47~68号            | 下関市立江浦小学校 | 下関市立彦島中学校         |
| 彦島福浦町         | 三丁目 | 全域                                                                       | 下関市立角倉小学校 | 下関市立彦島中学校         |
| 彦島緑町           | -      | 全域                                                                       | 下関市立江浦小学校 | 下関市立彦島中学校         |
| 彦島迫町           | 一丁目 | 全域                                                                       | 下関市立西山小学校 | 下関市立玄洋中学校         |
| 彦島迫町           | 二丁目 | 全域                                                                       | 下関市立西山小学校 | 下関市立玄洋中学校         |
| 彦島迫町           | 三丁目 | 全域                                                                       | 下関市立西山小学校 | 下関市立玄洋中学校         |
| 彦島迫町           | 四丁目 | 全域                                                                       | 下関市立西山小学校 | 下関市立玄洋中学校         |
| 彦島迫町           | 五丁目 | 全域                                                                       | 下関市立西山小学校 | 下関市立玄洋中学校         |
| 彦島迫町           | 六丁目 | 全域                                                                       | 下関市立西山小学校 | 下関市立玄洋中学校         |
| 彦島迫町           | 七丁目 | 全域                                                                       | 下関市立西山小学校 | 下関市立玄洋中学校         |
| 西山町             | 一丁目 | 全域                                                                       | 下関市立西山小学校 | 下関市立玄洋中学校         |
| 西山町             | 二丁目 | 全域                                                                       | 下関市立西山小学校 | 下関市立玄洋中学校         |
| 西山町             | 三丁目 | 全域                                                                       | 下関市立西山小学校 | 下関市立玄洋中学校         |
| 西山町             | 四丁目 | 全域                                                                       | 下関市立西山小学校 | 下関市立玄洋中学校         |
| 西山町             | 五丁目 | 全域                                                                       | 下関市立西山小学校 | 下関市立玄洋中学校         |
| 彦島竹ノ子島町     | -      | 全域                                                                       | 下関市立西山小学校 | 下関市立玄洋中学校         |
| 大字彦島（巌流島） | -      | 全域                                                                       | 下関市立江浦小学校 | 下関市立下関市立彦島中学校 |

## 産業

### 工業
彦島は明治33年（1901年）に日立造船の前身となる大阪鉄工所の彦島工場が設置されて以来、工業が主に発展してきた。造船業や重化学工業が盛んで、主な企業として、三菱重工業下関造船所（彦島江の浦町）・サンセイ下関工場（旧林兼造船下関第二工場）・下関三井化学 （三井化学関連会社、旧・三井東圧化学彦島工場）・ 彦島製錬（三井金属関連会社） などがある。工業についての詳しいことは近代節の「化学的進歩」を参照。

### 漁業
彦島は海に面しており北部は小瀬戸、南部は関門海峡と面しているため、漁業がさかんである。彦島西山町4丁目には南風泊市場（はえどまりしじょう）があり、全国で唯一フグ（下関市ではフクとも）を取り扱う市場である。南風泊市場は昭和49年（1974年）に開設されたが、もともとは唐戸市場のフグ部門が移転したものである。
フグに関連する施設としてはふぐみがきを専門とした加工会社も存在する。また、ふぐ以外にも水産加工業は栄えており、練り製品、塩蔵品、辛子明太子、もずくなどを主に生産している。特にもずくスープは迫町の有限会社もずくセンターが特許を取得しており、かつ第35回農林水産杯では天皇杯を受賞した。

### 農業
彦島ではかつては彦島春菜や彦島夏播カンランと呼ばれる地域ブランドの野菜が栽培されていた。彦島春菜は昭和25年（1950年）に商標登録され煮たり漬けたりして食べられた春菜で、彦島夏播カンランは品種として扁平で大型かつ裂球の起こりにくいものを選抜したカンランである。どちらも現在はほとんど栽培されておらず、春菜は内日地区で、カンランは勝山地区で栽培の復活が試みられている。

## 生活

### 配水設備
彦島町と下関市の合併の際に下関市へ合併の条件として出された要件の中には配水設備の完成もあった。この予算は昭和8年（1933年）2月の市議会で58万（彦島への送水費用38万円と綾羅木川からの取水費用20万）と決議された。昭和9年度内には配水設備が完成し、彦島だけでなく下関市内でも17万人に配水できる程度の設備が整えられた。

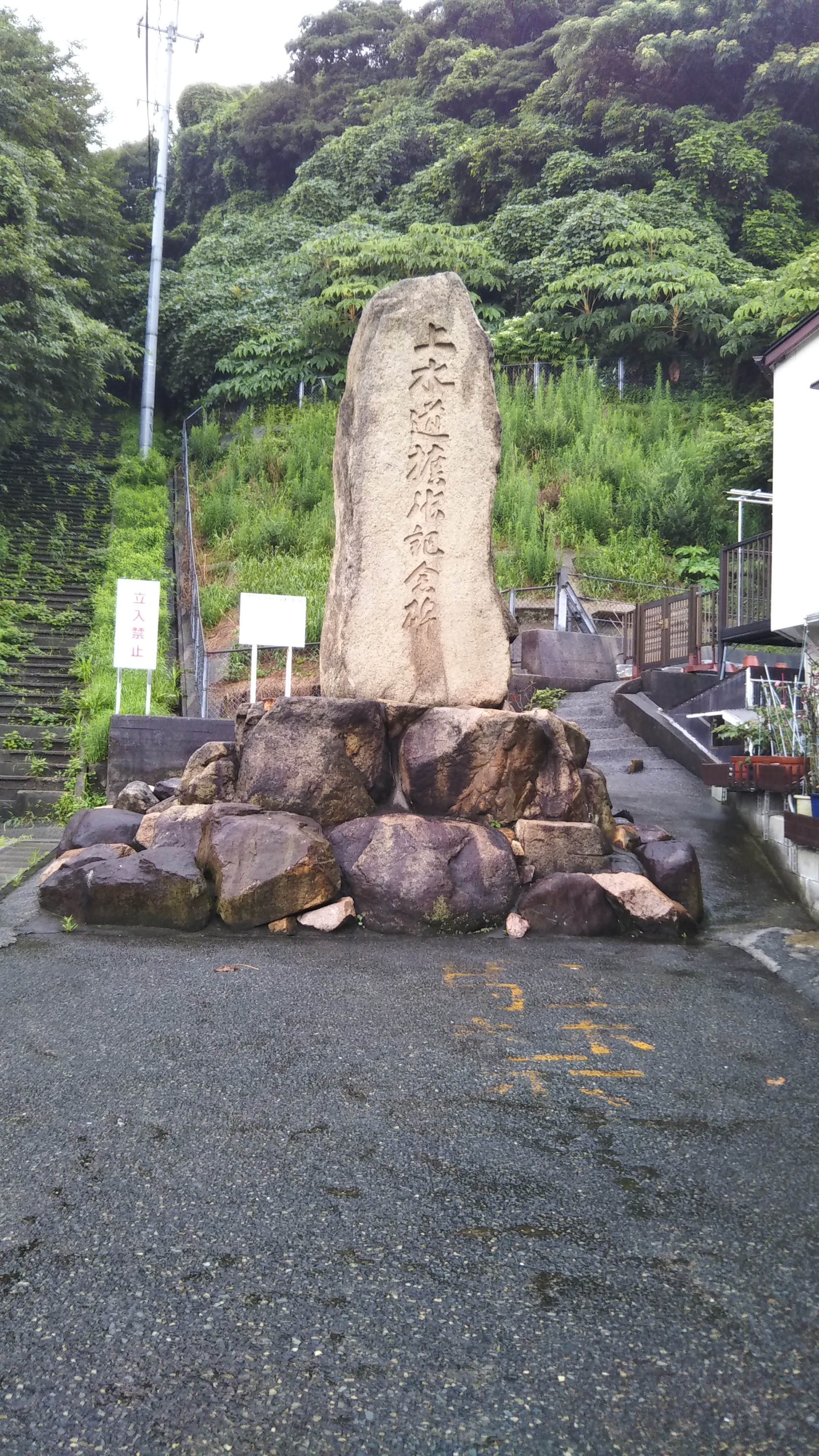
上水道拡張記念碑。

工事に関与した職員59名を称えるために彦島本村町5丁目には上水道拡張記念の碑が設置された。碑文は以下の通りである。
（題字）
上水道擴張記念碑
（裏側）
昭和九年四月起工 昭和十年十月施行
昭和十年十月建之 下関市長 松井信助書
本事業関係市公職員
市長松井信助 助役服部稔他

## 施設・史跡
内容に十分特筆性があるものに関しては詳しく説明を設けた。
老の山公園

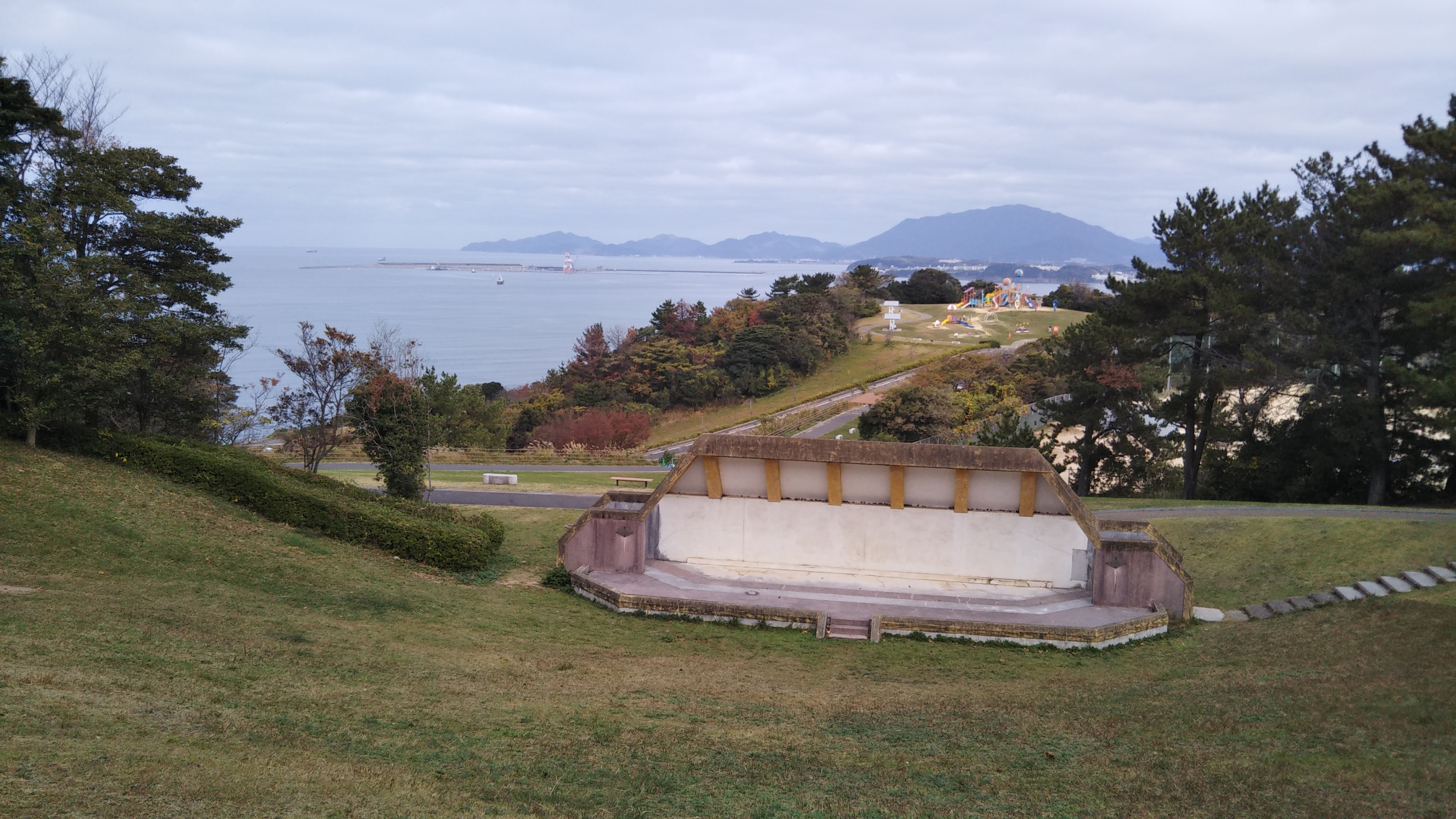
老の山公園。手前側は散歩用の道、奥側に遊具がある。

老の山公園は彦島北部にある大規模な公園。現在の老の山公園にあたる部分には、明治25年（1892年）に老の山砲台が設置された。明治32年（1899年）には彦島全体が下関要塞地帯に編入されたが、昭和36年（1961年）にもともと老の山要塞だった所を公園にする整備が始まった。昭和44年（1969年）には事業が本格化し、下関西ライオンズクラブは毎年植樹をしたため昭和49年（1974年）にはライオンズの森が完成した。この地区は昭和52年（1977年）から町丁も彦島老の山公園となっており、2020年時点でも無住地帯となっている。昭和48年（1973年）には老の山公園地区に勤労青少年ホームが完成した。
彦島支所
彦島支所は下関市役所の支所のひとつで、彦島江の浦町一丁目にある。もともとは彦島本村町にあったものだが、昭和46年（1971年）にこれを新築して移転した。彦島支所の前身は古い順に彦島村役場、彦島町役場、下関市庁彦島出張所である。
彦島図書館
彦島江の浦町にある平成2年（1990年）開設の図書館。図書館前には富田恒祐胸像があり、平成7年（1995年）に設置された。
像の下には富田恒祐頌徳碑がある。これは題字が田中義一、碑文が大森吉五郎により書かれたものである。碑文は以下の通りであるが句点がないため句点を必要とする箇所には|を入れている。また、碑文には濁点・半濁点がないがそのまま記載した。
富田恒祐君頌徳碑
陸軍大將從二位勲一等功三級男爵田中義一書
地方ノ公益ヲ増進シ各種ノ産業ヲ開發セシメントスルニハ一技一能ニ傑出スルヨリモ寧ロ世務ニ熟達シ實行ニ敏活ナルヲ必要トス|富田恒祐君ノ如キハ此ノ必要ニ應シテ出現セル好模範ト謂フヘシ|君ハ明治六年二月二十一日長門國豊浦郡彦島ニ生ル|十八歳ニシテ彦島村役場ノ雇吏トナリ爾来専心事務勤勉シ書記収入役助役ヲ經テ村長トナリ町長トナリ地方自治ノ爲ニ盡瘁スルコト三十四年ノ長キニ及ヘリ|回顧スレハ君カ初メテ就職セル當時ノ彦島ハ農家漁戸點々散在セル一寒村ナリキ|而シテ今ヤ市況繁盛物価輻輳陸ニハ會社工場勃興シ海ニハ呉帆越穡林立シ眞ニ隔世ノ感アリ|是レ君カ時勢ニ應シ地利ヲ察シ自治ノ機能ヲ活用シテ産業教育衛生交通等各方面ノ施設経営ニ努力セシ結果ノ徴象ナリ|特ニ彦島ノ信用組合カ今日ノ隆昌ヲ致セシハ君カ最モ多キニ居レリ|而シテ君ハ大正四年十月以来山口縣會議員ニ當選スルコト四回及ヒ縣參事會副議長縣會議長ニ選擧セラレ縣治ニ貢献スルコト多大ナルト共ニ森林會水産會地方改良會農會等各種團体ノ要職ヲモ兼務シ一身ヲ以テ百事ニ當リ餘裕綽々タルモノアリ|惜哉昭和三年十月二十九日病ヲ以テ歿ス|享年五十六頃日有志者相諮リ君ノ爲ニ頌徳碑ヲ建立スルノ擧アリ|文ヲ予モ又君ニ親交アリ|義辭スヘカラス仍テ君カ功績ノ概要ヲ記シ需ニ應ス
皇紀二千五百八十九年夏六月
山口縣知事從四位勲三等大森吉五郎
台場ヶ鼻通航潮流信号所
台場ヶ鼻通航潮流信号所は彦島竹ノ子島灯台とも呼ばれる灯台である。明治42年（1909年）に完成した。台場とは砲台のことで砲台跡地に建設されたため台場ヶ鼻と呼ばれる。
旧俎礁標（旧金ノ弦岬灯台）

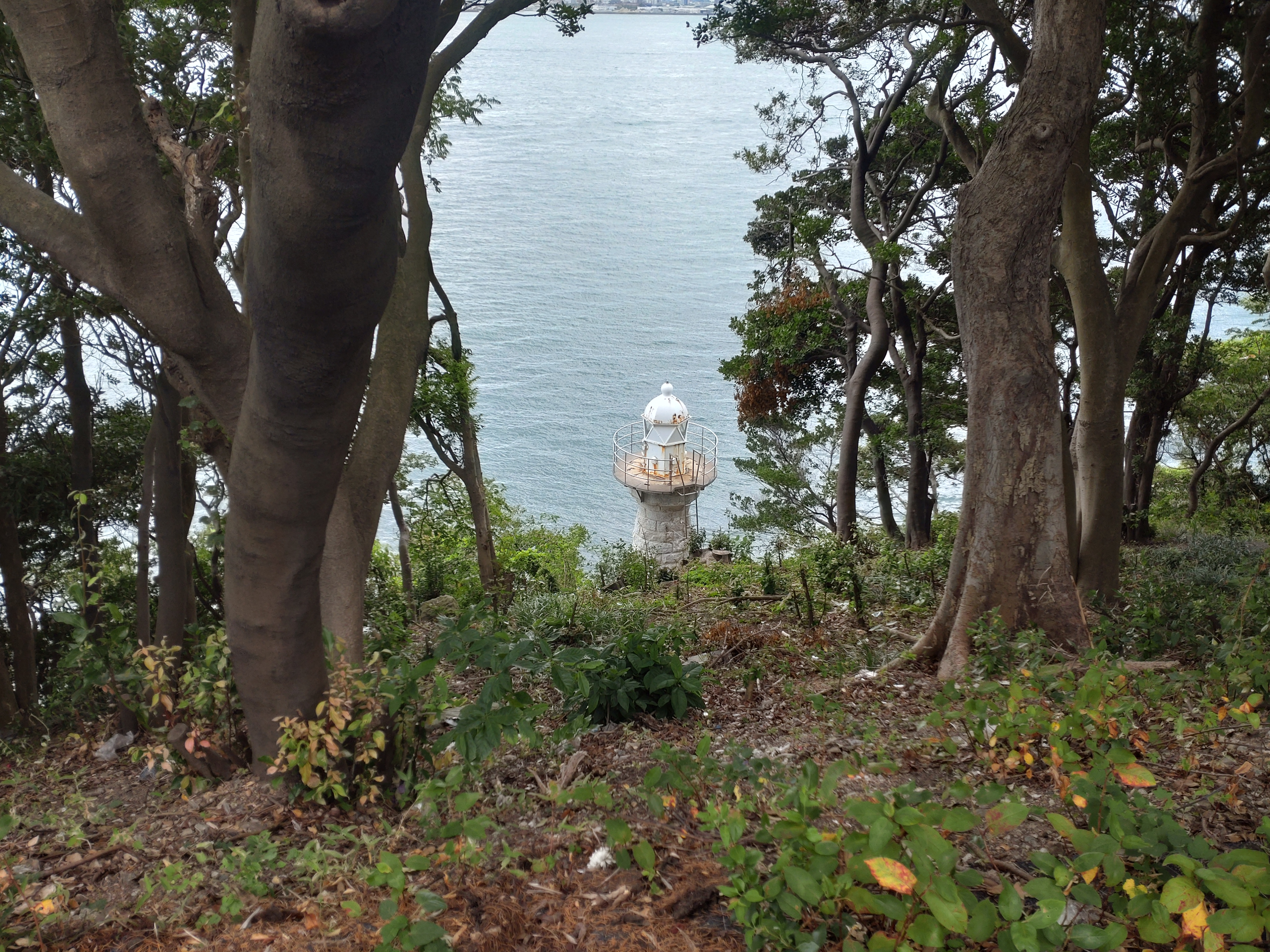
下関南霊園から撮影した旧俎礁標（旧金ノ弦岬灯台）。現在は危険のため灯台近傍への立入が禁止されている。

金ノ弦岬は彦島の最南端にある岬で、ここで長年稼働していたのが金ノ弦岬灯台である。今はもう灯台ではないので「旧金ノ弦岬灯台」と言っていたが、2020年10月、金ノ弦岬灯台の前身と言える「俎礁標」に旧を付けた「旧俎礁標」が六連島灯台の国重要文化財指定に伴い附指定され、こちらの名称を使うことが提案されている。
彦島本島は関門海峡に大きく突き出した地形になっている。北以外の三方を海峡に囲まれている島とも言えるが、その最南端付近の海域には多くの沈瀬が潜んでおり、航行には厄介な場所であった。この問題を解決するべく明治4年（1871年）7月に岩礁の上に礁標が設置された。『日本灯台史』には「わが国最初の立標は、明治4年7月に完成した関門海峡にある與次兵衛、鳴瀬、俎の3立標で、いずれも石造であった」と記している。鳴瀬は金ノ弦岬の東側の海域、俎瀬は西側の海域の名称である。與次兵衛（与次兵衛）は、鳴瀬よりずっと東の方、彦島水雷衛所跡の真東の海上に「與次兵衛ケ瀬」という地名があるので、その周辺である。設計者は「日本の灯台の父」リチャード・ブラントン。明治23年（1890年）に昼夜灯の挂灯立標（現代用語では灯標）へ改変され、当施設の初点灯となったが、この変更は国内2例目という早さであった。その後、黒塗円形石造の挂灯立標は撤去され、大正9年（1920年）11月には石造の基礎を新設したうえで白塗円形石造で現在地に移築された。これが「金ノ弦岬灯台」としての始まりで明暗は明3秒暗3秒、ピンチガス式であった。平成12年（2000年）には海峡に灯浮標が整備され、灯台は役割を終えて6月8日付で消灯し、平成14年（2002年）3月31日に廃灯となった。平成15年（2003年）には所有者が海上保安庁から下関市に移った。
富田の井戸

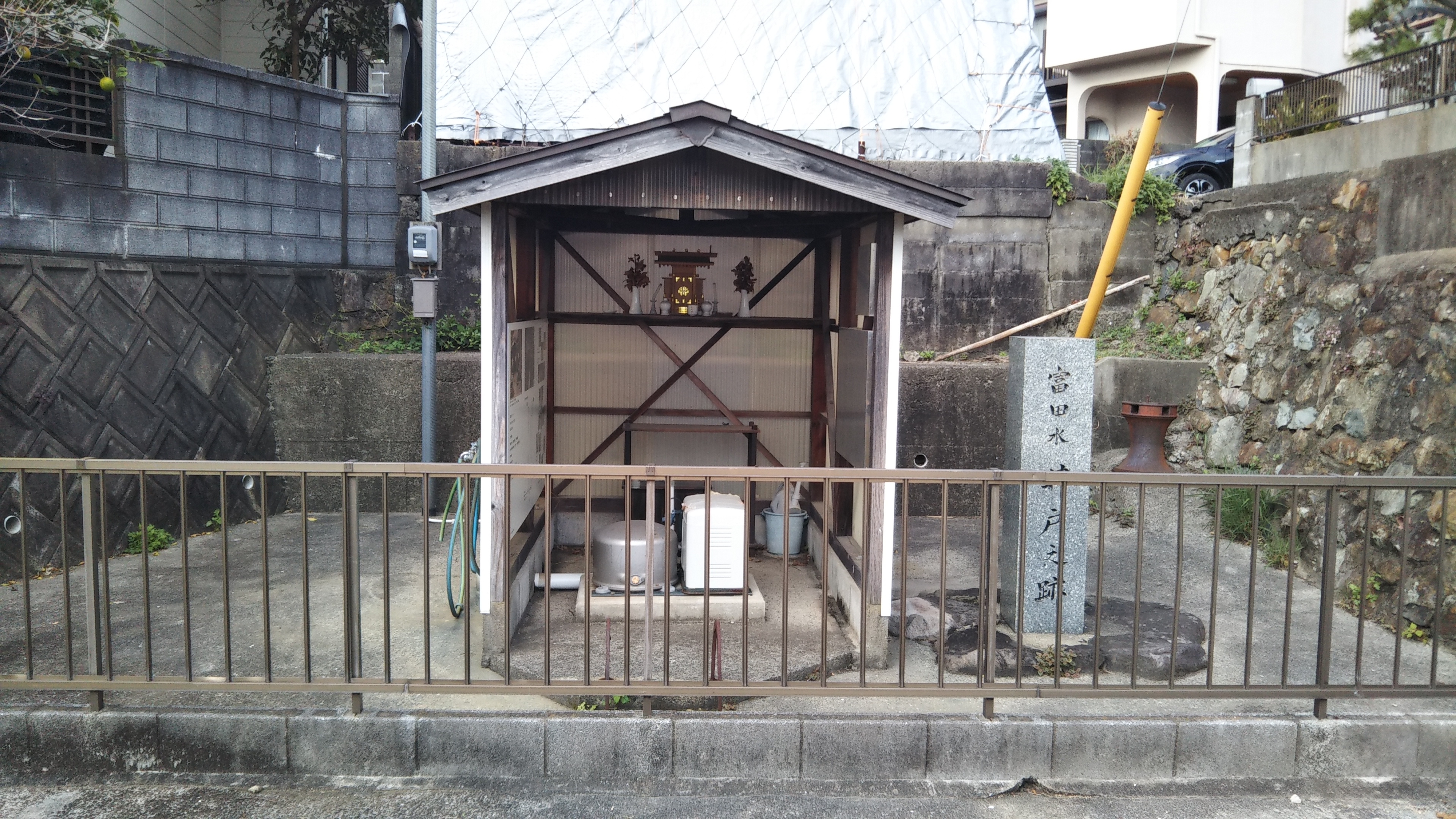
富田の井戸。入ることはできない。

富田水は彦島老町付近で使われていた井戸でもとは大正14年（1925年）5月より帝国製氷株式会社（現在のニチレイ）が製氷のために使っていた。この水は彦島でも最もきれいな水と呼ばれていた。昭和47年（1972年）には需要の低下や製氷工場の廃止などから井戸の必要性がなくなり、役目を終えて現在は石碑と井戸だけが残っている。

### その他石碑
ここではこの記事内では関連付けて挙げられなかった石碑について説明する。
環境衛生厚生大臣賞受賞記念碑

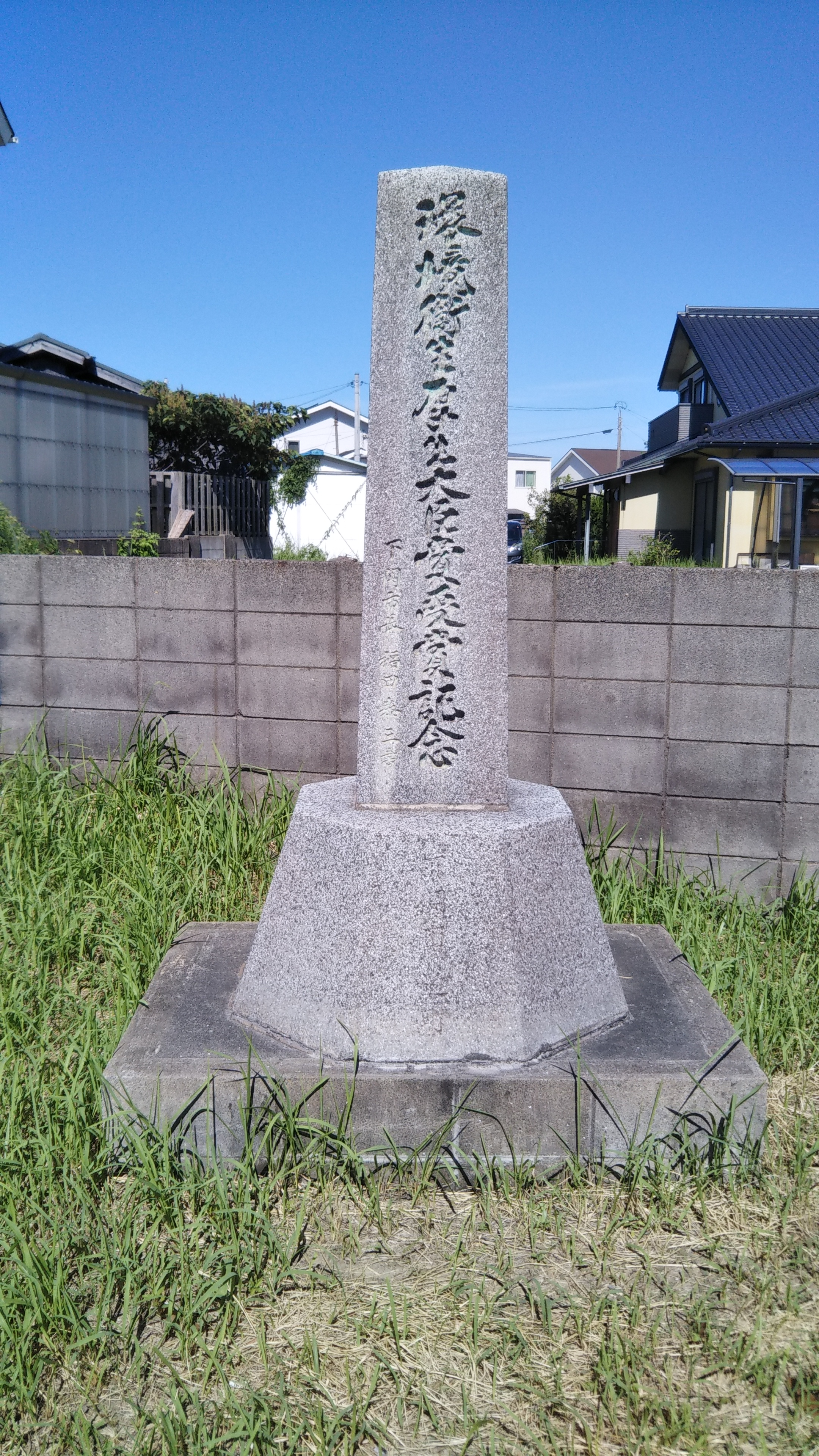
環境衛生厚生大臣賞受賞記念碑。

彦島迫町にある記念碑で昭和36年（1961年）に環境衛生厚生大臣賞の受賞を記念して昭和37年（1962年）に建設された。この受賞のきっかけとなったのは昭和25年（1950年）頃から起こった伝染病であり、対策として蚊やハエが居なくなるように又見順太郎を中心に環境美化活動が行われた。以下は記念碑文だが閲覧機種によって泰の異体字が〿のようになる場合がある。
環境衛生厚生大臣賞受賞記念
下関市長福田𭰣三
昭和三十四年度 下関市長賞
昭和三十五年度 山口県最優秀地区賞
昭和三十六年度 厚生大臣賞
昭和三十七年五月 建立
責任者 植田五作 山本浅雄
天皇陛下皇后陛下行幸啓記念碑

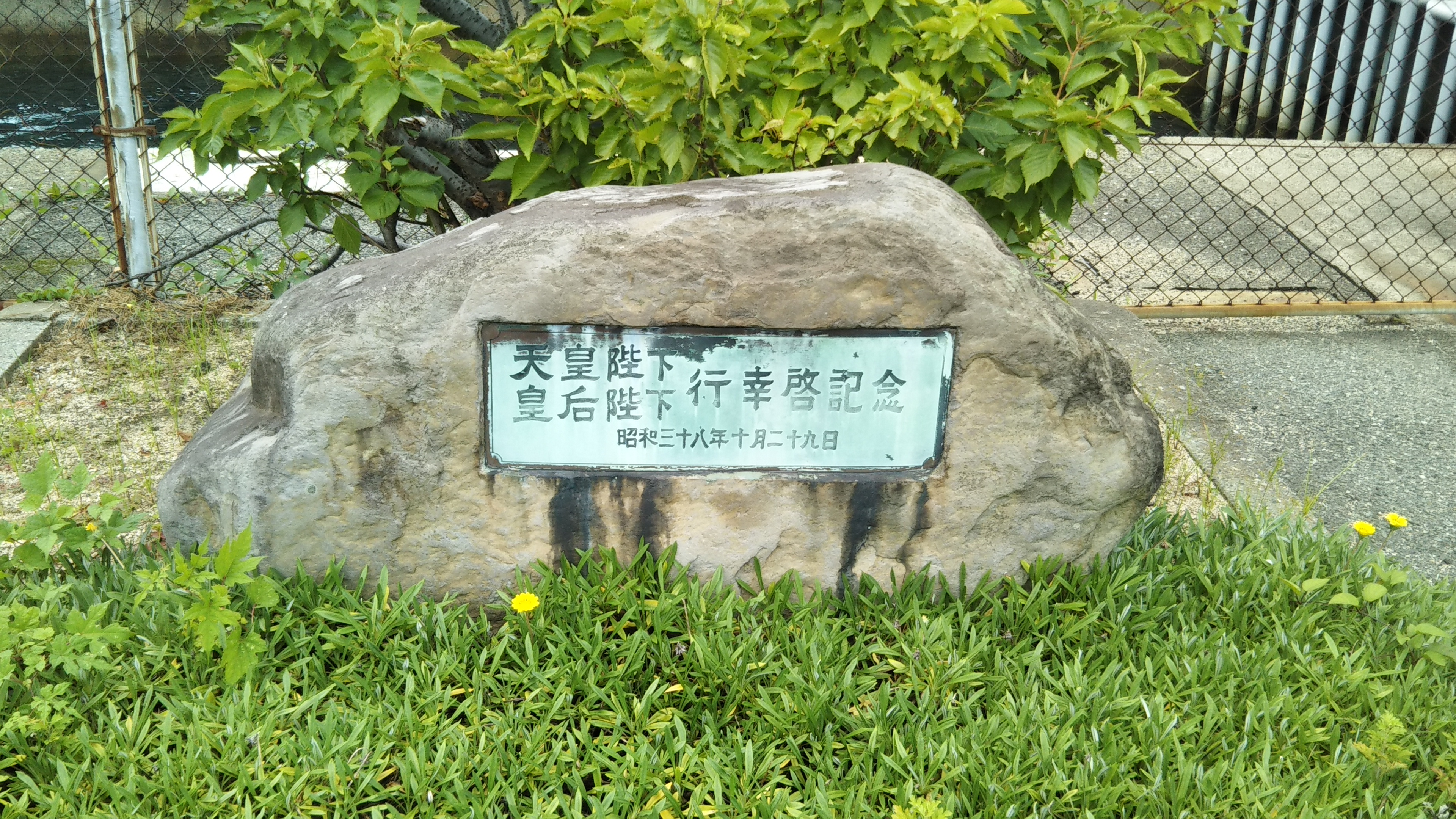
天皇陛下皇后陛下行幸啓記念碑。

彦島水門にある記念碑で第18回国民体育大会のときに昭和天皇と香淳皇后の行幸・行啓記念として立てられた。石碑には天皇陛下皇后陛下行幸啓記念、と昭和三十八年十月二十九日、とだけ書かれている。

### その他施設
学校の詳細については教育の節を参照。
警察署・消防署
- 下関警察署西山警察官駐在所（彦島迫町）[44]
- 下関警察署下関南交番（彦島塩浜町）[210]
- 下関警察署福浦警察官駐在所（彦島福浦町）[44]
- 下関警察署本村警察官駐在所（彦島本村町）[55]
- 下関市西消防署（彦島本村町）[55]
- 下関警察署彦島幹部交番（彦島緑町）[55]

郵便局
- 下関江の浦郵便局（彦島江の浦町）[51]
- 下関塩浜郵便局（彦島塩浜町）[44]
- 下関西山郵便局（彦島西山町）[44]
- 下関福浦郵便局（彦島福浦町）[44]
- 下関本村三郵便局（彦島本村町）[55]
- 下関本村六郵便局（彦島本村町）[55]

金融機関
- 山口銀行福浦支店（彦島江の浦町）[51]
- 山口銀行彦島支店（彦島本村町）[55]
- 西中国信用金庫福浦支店（彦島角倉町）[44]
- 西中国信用金庫本村支店（彦島本村町）[55]

交通機関
- サンデン交通彦島営業所（彦島塩浜町）[44]

水道・電気設備
- 水道局彦島配水場（彦島本村町）[44]
- 中国電力彦島変電所（彦島本村町）[55]

市場
- 南風泊市場（彦島西山町）[44]

農業関係施設
- JA下関彦島支所（彦島本村町）[55]

集会場
- 玄洋公民館（彦島西山町） - もとは玄洋中学校であったものを昭和58年（1983年）に公民館にしたものである[101]。
- 彦島公民館（彦島江の浦町）[51]

公園
番号は各公園の一連番号であり、山口県が公表している都市公園計画一覧を参考にしている。
街区公園
- 17.江の浦公園（彦島江の浦町7丁目）
- 31.塩谷公園（彦島江の浦町3丁目）
- 33.角倉公園（彦島角倉町4丁目）
- 40.杉田公園（彦島杉田町1丁目）
- 50.仮屋ヶ迫公園（彦島田の首町2丁目）
- 54.安舎公園（彦島福浦町3丁目）
- 55.芳無田公園（彦島角倉町3丁目）
- 64.京野第一公園（彦島塩浜町2丁目）
- 65.京野第二公園（彦島塩浜町3丁目）
- 77.塩浜公園（彦島塩浜町1丁目）
- 78.塩浜中央公園（彦島塩浜町1丁目）
- 79.山中1号公園（彦島向井町1丁目）
- 80.山中2号公園（彦島向井町2丁目）
- 81.山中3号公園（彦島向井町2丁目）
- 94.沖塩田公園（彦島塩浜町3丁目）
- 95.京野第三公園（彦島塩浜町3丁目）
- 96.弟子待なかよし公園（彦島弟子待町1丁目）
- 103.西山公園（彦島西山町3丁目）
- 108.望洋台児童公園（彦島田の首町2丁目）
- 115.弟子待ひまわり児童公園（彦島弟子待東町）
- 119.西山町第2児童公園（彦島西山町2丁目）
- 125.山中町なかよし児童公園（彦島山中町1丁目）

近隣公園
- 2.弟子待公園（彦島弟子待町1丁目）
- 3.田の首公園（彦島弟子待町3丁目）
- 4.筋山公園（彦島塩浜町4丁目）

地区公園
- 6.彦島地区公園（彦島迫町4丁目）

総合公園
- 1.老の山公園（彦島老の山公園）

保育・教育施設
- 江の浦幼稚園（彦島江の浦町）[51]
- 西山幼稚園（彦島迫町）[44]
- でしまつ保育園（彦島杉田町）[44]
- くりのみ子供園（彦島田の首町）[212]
- 彦島第一保育園（彦島福浦町）[44]
- 聖母園（彦島緑町）[55]
- 下関市立江浦小学校（彦島江の浦町）[51]
- 下関市立西山小学校（彦島迫町）[44]
- 下関市立角倉小学校（彦島角倉町）[44]
- 下関市立本村小学校（彦島本村町）[213]
- 下関市立向井小学校（彦島向井町）[55]
- 下関市立彦島中学校（彦島江の浦町）[51]
- 下関市立玄洋中学校（彦島本村町）[55]
- 山口県立下関中等教育学校（彦島老町）
- なかべ学院（中部少年学院）（彦島角倉町）[44]

宗教関連施設
- 日本基督教団下関教会（彦島江の浦町）[51]
- 日本基督教団下関彦島教会（彦島江の浦町）[51]
- 教法寺彦島分院（彦島江の浦町）[51]
- 西福寺（彦島江の浦町）[51]
- 大乗寺（彦島江の浦町）[51]
- 真浄寺（彦島本村町）[55]
- 専立寺（彦島本村町）[55]
- 西楽寺（彦島本村町）
- 天理教博彦分教会（彦島杉田町）[44]

漁港
- 南風泊漁港（彦島西山町）[44]

工場
- 三菱重工業下関造船所（彦島江の浦町）[51]
- 下関三井化学（彦島迫町）[44]
- 三井金属鉱業彦島精錬（彦島西山町）[44]

運動用施設
- 彦島武道館（彦島江の浦町）[51]
- 荒田ゴルフセンター（彦島迫町）[44]

跡地
- 門司検疫所彦島措置場跡地（彦島江の浦町）[51]
- 臨海パーク跡地（彦島塩浜町）[44]

その他
- 彦島終末処理場（彦島福浦町） - 昭和55年（1980年）より運転を開始した[139]。
- 海上保安庁関門浮標基地（彦島塩浜町）[44]
- 彦島第二保育園跡地（彦島西山町）[44]

## 著名な出身者

### 政治家・経済人
- 植田謙輔（彦島村長、彦島電気取締役）
- 植田末蔵（彦島町長）
- 植田惣五郎（運送業、貸地貸家業、労力請負業、海運業、植田合名会社代表社員）
- 植田治作（郡会議員、村会議員）
- 植田松蔵（彦島運輸社長、植田合名会社代表）
- 河野徳之助（山口県多額納税者、商業、下関市会議員）[214]
- 河野久蔵（山口県多額納税者、商業、下関市会議員）[214]

### 芸能人
- 木暮実千代（女優）[215]
- 片桐竜次（俳優）[216]
- 山下真司（俳優）[217]
- 田村淳（お笑いタレント・ロンドンブーツ1号2号）[217][218]
- 中村亮介（お笑いタレント・バース）[要出典]
- 音羽しのぶ（演歌歌手）[要出典]

### スポーツ選手
- 和泉新（プロサッカー選手、元インド代表）[219]
- 藤本英雄（元プロ野球選手）※生まれは朝鮮・釜山[220]
- 大河原栄（元プロ野球選手）[要出典]
- 宮本和知（元プロ野球選手）[217]
- 西山将士（ロンドン五輪柔道90キロ級銅メダリスト）[221]